# 銀河英雄伝説の登場人物・自由惑星同盟
本項では田中芳樹のSF小説『銀河英雄伝説』の登場人物のうち、自由惑星同盟に所属する人物について解説する。
なお、特に断りがない場合、原作の記述・設定をメインとして説明している。出典や声優の記載ルールなど、凡例は銀河英雄伝説の登場人物#凡例を参照のこと。 

## ヤン・ウェンリーとその縁者
ヤン・ウェンリー
本作の同盟側の主人公。第2艦隊次席幕僚の准将（本編開始時）。後に第13艦隊司令官、イゼルローン要塞司令官兼同要塞駐留艦隊司令官。最終階級は元帥。

ユリアン・ミンツ
同盟側の準主人公。戦争孤児でヤンの養子。ヤンの後継者。物語終盤でイゼルローン革命軍司令官となる。

フレデリカ・グリーンヒル
ヤンの副官。後に妻。宇宙艦隊総参謀長グリーンヒル大将の一人娘。物語終盤でイゼルローン共和政府主席となる。

ヤン・タイロン（Yang Tai-long）
声 - 宗矢樹頼(螺) / 田中秀幸(D)
ヤンの父。自由惑星同盟の交易商人。故人。
同盟の交易商人の中でも手腕に富んだ男として知られていた人物。やり手の商売人らしい性格・言動で、始まりは小商船主だったが商売で大成功を収め、普段の口癖から「金銭（かね）育ての名人」と呼ばれていた。また、趣味の古美術（西暦年間のもの）に傾倒しており、稼いだ大金を注いでいた。抜け目ない商売人であるがゆえに、家族より金や美術品を大事にする言動を無意識にしてしまい周りの反感を買うこともあったが、息子ヤンには金の大事さを説く以外にも、ルドルフが独裁者となった原因について、単にルドルフを悪党とするだけではなく「民衆が楽をしたがったから」と回答して感心させ、ヤンの歴史観や人格形成に影響を与える。ヤンは父は変人ではあったが、息子に愛情らしきものはあったと述べている。
浪費癖のある最初の妻と離婚した後、軍人の未亡人だった美女と結婚し、一人息子のヤン・ウェンリーが生まれる。ヤン5歳時に妻と死別し、仕事柄、家にいないことが多いためにハイネセンの自宅でメイドに息子を任せていたが、臨終の際の言動や息子の扱いを巡って妻の遺族から反感を買う。彼らから養育能力がないと見なされ、養育権の訴訟を起こされると、誘拐同然に息子を連れ去り、以降は定住せず恒星間商船での生活を送った。その後、16歳を間近に控え、歴史に興味を持ったヤンがハイネセン記念大学の歴史学科を受けることも当初は反対するが最終的には承諾して学費などの支援を約束するも、ヤンが16歳になる数日前に宇宙船の核融合炉の事故で死亡する。51歳没、墓地はハイネセンポリス中心街から北に150キロのサンテレーゼ公共墓地。生前は、会社の資産や美術品など、多額の遺産を渡せることを豪語していたものの、会社は借金の抵当に入っており、美術品は万暦赤絵の壷以外は偽物で、ヤンが引き継げるものはほぼ無かった。このため、ヤンは学費が免除され、歴史が学べる大学として、国防軍士官学校戦史研究科に入学することとなる。
中国語版の表記では「楊泰隆」となっている。
カトリーヌ・ルクレール・ヤン
ヤンの母。故人。33歳没。
軍人だった夫と死別した後にタイロンと再婚したという美女で、ヤンが5歳の時に急死した。本編中では名前は不明で、外伝『螺旋迷宮』においてヤンの墓参りの中で名が登場し、タイロンと同墓地に葬られている。ヤンによればあまり母の記憶は残っていないものの「暖かくて優しい…」といった印象は残っているという。
元帥
ヤンの自宅で飼っているネコ。OVA版オリジナルキャラクター。
ユリアンがトラバース法によってヤンの官舎に来る時に道中で拾った拾いネコ。当初は子ネコであったが本編開始時点までには成長してやや肥満体となっている。劇中ではヤンが自宅でくつろいでいたり、転居する必要に迫られた時などにしばしば登場する。ハイネセン脱出の際にキャゼルヌ家に預けられ、以降は同家の飼いネコとして登場する。なお、名前の由来については「飼い主はどうせ元帥になんてなれないから」というものから。ウィークリービデオ第2期特典の『銀河英雄伝説第1期・第2期設定資料集』にはアッテンボローが名付け親とある。『銀河英雄伝説第3期』のエンディングの写真では餌の食器に「ADMIRAL」（軍隊により日本語での階級は様々であるが、その中に元帥もある）と書かれている。
OVA版オリジナルキャラクターであり、原作や道原版、ノイエ版には登場しない。特に原作では外伝『ユリアンのイゼルローン日記』でヤン家ではペットを飼っていないと描写されている。藤崎版ではOVA版の設定を受けて登場しており、特にユリアンがネコを拾うエピソードが掘り下げられている。名前の元帥はヤンが適当に呼び始めたという形になっている。

## ヤン艦隊
正式名は自由惑星同盟軍第13艦隊。イゼルローン駐留艦隊を兼務し、同盟滅亡後はイゼルローン革命軍となる。

### ヤン艦隊首脳部
ヤン・ウェンリー
第2艦隊次席幕僚の准将（本編開始時）。後に第13艦隊司令兼イゼルローン要塞司令。最終は元帥。

ユリアン・ミンツ
戦争孤児でヤンの養子。ヤンの後継者。物語終盤でイゼルローン革命軍司令官となる。

フレデリカ・グリーンヒル
ヤンの副官。後に妻。宇宙艦隊総参謀長グリーンヒル大将の一人娘。物語終盤でイゼルローン共和政府代表となる。

アレックス・キャゼルヌ
同盟軍後方主任参謀（登場時）。後にイゼルローン要塞事務総監、司令代理。

ムライ (Murai)
声 - 青野武(旧) / 大塚芳忠(D)
第13艦隊の参謀長（首席幕僚）。准将（最終は中将）。
堅苦しく神経質そうな痩せた中年男性。独創性は欠くものの緻密で整理された頭脳を持つと称され、仕事に対する処理能力と判断能力は非凡なものを持ち、一方で、その外見通り無愛想で口やかましく常識と秩序を重んじる。アッテンボローやポプランからは「歩く叱言（こごと）」と煙たがれているが、そこに陰湿さはなく、アウトロー気質のヤン艦隊にあって最低限の組織秩序を守る役割を自他共に認識し、担っていた。参謀長という役職ではあるが、ヤンが稀代の策士であるため、いわゆる軍師的な意味での参謀（作戦参謀）は期待されておらず、ヤンからはムライが常識論を呈することで作戦立案と決断の参考にする役目として採用された。また、情報処理や事務処理、決まった方針や作戦に基づいて計画を立て遂行する近代以降の軍事組織における参謀としての職務ぶりは作中でしばしば登場する。
時系列上の初登場は惑星エコニアの騒乱（『螺旋迷宮』）。当時はエコニアの捕虜収容所の上部機関、タナトス警備管区の参事官で、中佐。当初は、その外見からヤンに自分の苦手なタイプと偏見を持たれるが、陰謀に巻き込まれたヤンやパトリチェフから的確にまた公正に事情聴取を行い、さらに迅速にコステアの不正を糾弾したことでヤンから感心される。さらにはケーフェンヒラーに恩情を出し、ヤンが申し訳なく思うほどに騒動の後始末まで行い、ヤンからもし自分が間違って出世したら採用したいという後の伏線となる。本編開始後に、第13艦隊が編成されるとヤンから参謀長に任命される。作中では上記のように方針や作戦会議において、あえて奇を衒わない常識的な発言に徹し（たとえば亡命してきたメルカッツに対しても彼がスパイである可能性に言及する）、メンバーの理解などを深める役割を担う。また、バーミリオン星域会戦では先遣偵察の作戦指揮を行うといったシーンもある。戦後に第13艦隊が解体された際は「動くシャーウッドの森」には参加せず同盟軍に残り、自宅待機ののち辺境の軍務に就く。そのため、ヤン奪還にも参加しなかったが、帝国の再侵攻の際にはハイネセンに招集され、チュン・ウー・チェンより、同盟軍本隊には加わらず、フィッシャー、パトリチェフらと共にヤンに合流するよう命令を受ける。その後もヤン艦隊の幕僚長として活躍するが、回廊の戦いを経てヤンが暗殺されると、将来の禍根になりそうな不満分子を取り除くという役目から、イゼルローンより離脱する。
その後、ハイネセンに戻るが、政治的計算もあって新領土総督のロイエンタールからは特に処罰されず、逆に第2次ランテマリオ会戦では、これに先立ってロイエンタール側の特使としてイゼルローンに派遣される。味方に付くよう破格の条件を提示するが、ユリアンに拒否され、交渉は失敗に終わる（戦略的にはロイエンタール側につくべきでないことはムライも理解しており、むしろ、目先の利益に負けて提案を受けようとすればユリアンを叱責するつもりでいた）。戦後、オーベルシュタインの草刈りによってラグプール刑務所に収監されるも、その後に起こった同刑務所の暴動では一命を取り留める。物語最終盤まではこの治療のため長らく入院生活を送ることとなり、シヴァ星域会戦後に久しぶりにハイネセンに戻ったユリアンの見舞いを受けると、イゼルローン放棄の予定を聞いて、イゼルローン時代を懐かしみつつ、自分と違う若いユリアンには次のステップになって欲しいと願う。
OVA版におけるキャラデザイナーは湖川友謙で、外見のモデルとなったのは俳優の寺田農。
フョードル・パトリチェフ (Fyodor Patirchev)
声 - 塩屋浩三(旧) / 岩崎征実(D)
第13艦隊の副参謀長（次席幕僚）。大佐（最終は少将）。
丸顔に長いもみあげが特徴の巨漢で、オペラ歌手なみの低音と声量を持つ男性。ポプランからは無能ではないが参謀の才能が一番欠けると評されるなど、およそ参謀型の軍人には見えず、むしろファイターと称され、本来はデスクワークより前線指揮に向いた男とされる。陽気で活力に満ちており、ヤンからは一緒にいると奇妙な安堵感を与えるとも評される。副参謀長という役職ながら、ムライと同様に稀代の策士であるヤンの配下としては作戦参謀としての役割は期待されておらず、第13艦隊への採用は兵士への叱咤激励役とされ、また、会議においてパトリチェフがヤンの計画に「なるほど」とその豊かな声で相づちを打つことで周囲に安堵感を与えることもヤンの計算の内にあった。3次元チェスが下手であり、後に回廊の戦い後の講和会議でヤンから自分の随行員に選ばれたのは、同じく下手くそであるヤンと互角の腕前だったからと噂される。
時系列上の初登場はヤンが参事官として惑星エコニアへ派遣された時（『螺旋迷宮』）。当時は参事官補、大尉。ヤンの副官として3ヶ月ほど行動を共にすることとなり、その人柄はヤンから好印象を抱かれる。この時の縁が元で、第13艦隊が編成されるとヤンから副参謀長に任命される。上記の通り、作戦計画や戦闘時の幕僚としては期待されていないため、作中における登場は少ない。物語中盤のバーミリオン星域会戦後に第13艦隊が解体された際は「動くシャーウッドの森」には参加せず同盟軍に残り、自宅待機となったのち辺境の軍務に就く（これに前後して少将となる）。そのためヤン奪還にも参加しなかったが、帝国の再侵攻の際にはハイネセンに招集され、チュン・ウー・チェンより、同盟軍本隊には加わらず、ムライらと共にヤンに合流するよう命令を受ける。終盤、回廊の戦い後のラインハルトとの会談に向けて、ヤンの随行員の一人となる。その道中で帝国兵に扮する地球教の暗殺者たちに襲われ、ヤンを守るためにブルームハルトらと迎え撃つも衆寡敵せず、射殺される。死してなお、その巨体がドアを塞ぎ、ヤンが逃げるための時間を稼いだが、結局はヤンを守ることは果たせなかった。
エドウィン・フィッシャー (Edwin Fischer)
声 - 鈴木泰明(旧) / 園江治(D)
第13艦隊の副司令官。登場時は准将（最終は中将）。OVA版における座乗艦はアガートラム（バーミリオン会戦まで）、後にシヴァ（回廊の戦い）。ノイエ版ではアスターテ会戦時から第2艦隊所属で、座乗艦はマナナン・マクリル。
「艦隊運用の名人」と評される老練な艦隊指揮官。銀色の髪とひげの初老の男性で、寡黙で自己主張をあまりしない地味な人物。ユリアンからは「地味が軍服を着て物陰に黙って立っているような」と評される。作中で目立った登場はほぼないが、ヤン艦隊の不敗神話は、彼自身の智謀に加え、その作戦を完全に実行できるフィッシャーの艦隊運用能力があってこそと評され、ヤンからは絶大な信頼を寄せられ、その必要性はユリアンからシェーンコップにも劣らないとまで評されるほど、艦隊における重要人物であった。
設定上の初登場はアスターテ会戦で、壊滅した第4艦隊の残存兵力を束ね生還を果たす。物語への初登場はアスターテ会戦後、第13艦隊が編成されるにあたってヤンの要望で副司令という要職に就くこととなった際で、第7次イゼルローン攻防戦の功績によって少将に昇進する。以降、上記の通り目立った登場はないものの、ヤンの主だった戦闘にほぼ参加しており、艦隊の会議でもその名を見せる。バーミリオン星域会戦による同盟降伏後は、キャゼルヌと同じく「動くシャーウッドの森」には参加せず、そのままハイネセンに戻ると自宅待機の身となる。
その後、ヤン拘束に伴い発生した一連の騒動には関与しておらず（辺境地の軍務についていたとある）、帝国の再侵攻の際にはチュン・ウー・チェンより、同盟軍本隊には加わらず、ムライらと共にヤンに合流するよう命令を受ける。その後はその艦隊運用能力によって再びヤン艦隊を支えたが、回廊の戦いの終盤においてビッテンフェルトの攻撃を受けて戦死する（これはヤン艦隊首脳陣の中で最初の死者でもある）。この死によってヤン側の継戦能力はほぼ奪われたと言ってよい致命的な損害であったが、それを知らない帝国側から講和が提案され、終戦する。アッテンボローからは「うちの生きた航路図が、死んだ航路図になってしまった。これからはうっかりピクニックにもいけんぞ」と嘆かれる。死の直前にはヤンに「戦いが終わったら、自分もアッテンボローに倣って本を書く」と冗談を話していた。
OVA版におけるキャラデザイナーは湖川友謙で、外見のモデルは野球解説者の関根潤三。
ダスティ・アッテンボロー
第13艦隊分艦隊司令。また物語終盤では事実上のイゼルローン革命軍司令官代理。

ワルター・フォン・シェーンコップ
ローゼンリッター連隊第13代連隊長。後にイゼルローン要塞防御指揮官。

オリビエ・ポプラン
第13艦隊所属の単座式戦闘艇「スパルタニアン」のエースパイロット。撃墜王。

ウィリバルト・ヨアヒム・フォン・メルカッツ
帝国軍大将。後に同盟に亡命し、ヤン艦隊の客将となる。

バグダッシュ (Bagdash)
声 - 神谷明(旧) / 牛山茂(D)
中佐（最終は大佐）。情報主任幕僚。当初は軍情報部所属の救国軍事会議メンバーであり、後にヤン艦隊に転向する。
諜報や破壊工作の専門家である男。性格は非常に図々しく横着しているが、一方で利に聡く、救国軍事会議の中核メンバーであったが早々に見限り、「主義主張は方便に過ぎない」と公言する。転向後、ヤンからは再度裏切ることはないと評されていたものの、元々ヤン暗殺を狙っていたことや、ヤンがこっそりとブラスターの貸与を認めた時に彼にふざけて銃口を向けたこと、さらにその普段の態度などから、他の幕僚たちからの信頼は薄く、特にユリアンからは露骨に敵意を抱かれる。しかし、ヤン奪還作戦で活躍して信頼されるようになり、情報部門の長としてヤン艦隊を支える。
救国軍事会議のクーデターにおいて、ヤン艦隊がルグランジュ率いる第11艦隊と戦う直前に物語に登場する。情報の錯乱及び、次善の策としてヤン暗殺の使命を帯びて、ハイネセンからの脱出者と偽り、ヤン艦隊に潜入し、第11艦隊の情報など事実を交えて信頼を得ようとするが、フレデリカに5年前にグリーンヒル大将の書斎を訪れ現状の政治体制について不満を述べていたことを覚えられており、早々に正体を見破られる。シェーンコップによって眠らされ、目覚めた時にはドーリア会戦が終わっていたという状況に追い込まれるが、ヤンに救国軍事会議を裏切ることを直訴し、彼に認められてヤンの部下となる。以降、クーデターではヤン艦隊のスポークスマンとなってハイネセン侵攻前に、救国軍事会議の糾弾を行う。だが、クーデター鎮圧後はバグダッシュ向けの任務も無かったこともあり、特に活躍もなく無為徒食とまで称される。
バーラトの和約体制下で起こったヤン拘束、及びそれを受けての奪還作戦において、情報の収集分析やレベロ襲撃計画に大きく貢献する。以降は同僚たちからも信頼されるようになり、第10次イゼルローン攻防戦では情報戦で防衛責任者のルッツを混乱させ、またユリアンに交渉技術について助言するなど、同戦役に貢献する。ヤンの死後もユリアンに従って残り、情報主任幕僚としてイゼルローン軍を支える。
OVA版の石黒監督の一番のお気に入りのキャラクターである。

### 薔薇の騎士（ローゼンリッター）連隊
帝国からの亡命者やその子孫で結成された陸戦隊。同盟軍最強の陸戦隊と評される。正確な職制では独立した陸戦隊であり、ヤン艦隊指揮下では無かったが物語展開上ここに記載する。
ワルター・フォン・シェーンコップ
ローゼンリッター連隊第13代連隊長。後にイゼルローン要塞防御指揮官。

カスパー・リンツ (Kasper Linz)
声 - 小杉十郎太(旧) / 浜田賢二(D)
ローゼンリッター連隊第14代連隊長。大佐。
脱色した麦わらのような髪とブルーグリーンの瞳をした機能的な身体つきの青年。古くからシェーンコップの信頼する部下として活躍し、シェーンコップがイゼルローン要塞防御指揮官になるのに伴って第14代連隊長となる。バーミリオン星域会戦後には「動くシャーウッドの森」に参加し、メルカッツと行動、作中最後の戦いとなるシヴァ星域の会戦まで活躍する。猛々しいローゼンリッターのイメージに反して、画才に秀でており、少年時代は画家を目指していたという。また歌も連隊一の名手とされる。
時系列上の初登場はヴァンフリート4=2の地上戦（当時は大尉で24歳）。当時副隊長だったシェーンコップの主だった部下の一人としてブルームハルト、デッケンと共にその名が呼ばれる。「ヴァンフリート4=2」「第6次イゼルローン攻防戦」と二度にわたるシェーンコップとリューネブルクの因縁の対決にもその場に居合わせる。本編では第8次イゼルローン攻防戦時で、シェーンコップの後任のローゼンリッター連隊長として初登場する（OVA版では第7次イゼルローン攻防戦にも姿を見せている）。バーミリオン星域会戦後は「動くシャーウッドの森」に参加してメルカッツに従い、ヤン合流後も引き続き、シェーンコップに次ぐ白兵戦部隊の長として行動する。シヴァ星域の戦いにもブリュンヒルト突入メンバーの一人として活躍し、致命傷は避けたものの瀕死の重傷を負っていたところを、ギリギリで停戦命令を受けて生還を果たす。戦後は、フェザーンに向かった不在のユリアンに代わり、スーンやラオらと共にイゼルローン要塞の放棄の準備を行う。
石黒監督アニメ版のモデルは、剣豪の佐々木小次郎。
OVA版やノイエ版では、いずれもアニメより早期から登場する。
ライナー・ブルームハルト (Rainer Blumhardt)
声 - 難波圭一(旧) / 最上嗣生(D)
ローゼンリッター連隊長代行（本編登場時）。中佐。
褐色の髪の青年。年若い（特に外伝では若さが強調される）がその白兵戦技はシェーンコップから高く評価され、リンツと共に古くから重用される。シェーンコップからは部下であり弟子とも表現される。外伝では22歳で大尉という異例の出世を遂げていたことが明かされている。指揮官としても非凡な才能を見せるが、一方でプライベートでは漁色家であるシェーンコップに対して奥手な一面も見せる。亡命者となった理由としてはレンネンカンプとの会話の中で、祖父が共和主義思想家だと無実の罪を着せられて帝国内務省に捕まり、拷問のあげく殺されたためだと答えている。
時系列上の初登場はヴァンフリート4=2の地上戦（当時は中尉で22歳）。当時副隊長だったシェーンコップの主だった部下の一人としてリンツ、デッケンと共にその名が呼ばれる。「ヴァンフリート４＝２」「第6次イゼルローン攻防戦」と二度にわたるシェーンコップとリューネブルクの因縁の対決にもその場に居合わせる。
本編での初登場はバーラトの和約体制下で起こったヤン奪還作戦である。連隊長のリンツが「動くシャーウッドの森」に参加したことを受け、連隊長代行として法制上のローゼンリッターの最高指揮官となる。部下を率いてシェーンコップと共にヤンの奪還やレンネンカンプ誘拐を行う。終盤、回廊の戦い後のラインハルトとの会談に向けて、護衛役としてヤンの随行員の一人となる。その道中で帝国兵に扮する地球教の暗殺者たちに襲われ、ヤンを守るためにパトリチェフやスールらと迎え撃つ。勇戦して多くの暗殺者達を返り討ちにするも衆寡敵せず、致命傷を追う。シェーンコップらが駆けつけた時にはまだ息があり、彼にヤンの安否を問うた後、看取られながら絶命する。
OVA版やノイエ版では、いずれもアニメより早期から登場する。
オットー・フランク・フォン・ヴァーンシャッフェ
ローゼンリッター連隊第12代連隊長。大佐。故人。外伝『千億の星、千億の光』の登場人物。
→#千億の星、千億の光

### 空戦隊
オリビエ・ポプラン
第13艦隊所属の単座式戦闘艇「スパルタニアン」のエースパイロット。撃墜王。

イワン・コーネフ（Ivan Konev)
声 - 鈴置洋孝(旧) / 鳥海浩輔(D)
ヒューベリオン所属。第2空戦隊（コーネフ戦隊）戦隊長。大尉（のち少佐）。
スパルタニアンのパイロットで「クラブのエース」の称号を持つ撃墜王。ポプランと並ぶ作中屈指の空戦技術の達人であり、また彼とは互いに毒づきつつも信頼しあう親友のような関係でもあった。性格は女好きで陽気なポプランとは正反対で、玄武岩でつくられたように物堅いと称され、しかし性格が相反するからこそ歩調のそろったコンビと評される。原作中ではプライベートの様子を説明した描写は少ないが、ポプランが女漁りをしているのと対照的に辞書ほどの厚さのクロスワード・パズルの本を解いているという一節があり、OVA版ではクロスワードを解いているシーンが多い。特にOVA版ではバーミリオン会戦の直前に、パズルの答えが「FUNERAL（葬式）」で、後の死が暗示される描写が挿入される。
作中ではヤン艦隊の主だった空戦に参加しており、ヒューズら亡くなった帝国領侵攻作戦での激闘でも生き残る（のち少佐に昇進）。ポプランと共に空戦隊のツートップとして活躍するが、バーミリオン会戦における激闘の中で巡航艦からの砲撃によって戦死する。その死は空戦隊の過半数が撃墜された激闘でもコーネフなら生き残ると考えていたポプランに強いショックを与える。
死亡後もポプランの述懐の中でよく名前が登場し、特にカリンの将来性を高く評価する中で「第2のイワン・コーネフ」と引き合いに出している。また、かつてのイゼルローンを懐かしむユリアンも、他のヤン艦隊の主要人物らと共にコーネフの名を挙げている。
本編開始以前を扱った外伝では、時系列上は他のエースらと共に第6次イゼルローン攻略戦に登場したのが初出である（当時は中尉）。レグニツァの戦いにも参加しており、ポプランと共同で巡航艦一隻の撃破という功績を挙げる。
作中ではコーネフという名前の者がイワンを含め3人登場するが、少なくともボリス・コーネフとはいとこ関係である。
ウォーレン・ヒューズ (Warren Hughes)
声 - 矢尾一樹(千) / 大原崇(D)
大尉。ヒューベリオン所属。
スパルタニアンのパイロットで「スペードのエース」の称号を持つ撃墜王。やせ型で、あごと鼻のとがった、茶髪の青年。帝国領侵攻時のケンプ艦隊との交戦において当初はいつも通りの活躍を見せ、苛立ったケンプの指令による3機による後方からの半包囲にも無難に対応する。しかし、敵艦の副砲までは考慮できず、撃たれ戦死する。ノイエ版では、機体の不調を訴えており、帝国軍空戦隊とのドッグファイトにより撃墜される。
外伝では第6次イゼルローン攻略戦に他の3人のエースと共に登場しており（当時は中尉）、帝国軍のワルキューレを相手に4人で瞬く間に敵機を計12機撃墜する活躍をする。
道原版では娘マーガレットがいる。
サレ・アジズ・シェイクリ (Saleh Aziz Shakely)
声 - 平野義和(千) / 河口博(D)
大尉。ヒューベリオン所属。
スパルタニアンのパイロットで「ダイヤのエース」の称号を持つ撃墜王。淡い褐色肌に黒髪に黒目で巻毛の青年。帝国領侵攻時のケンプ艦隊との交戦において当初はいつも通りの活躍を見せるが、ヒューズが撃墜された後に、自身も同じ戦法で撃墜される。ノイエ版では、ヒューズと同様に機体の不調を訴えながら、帝国軍空戦隊とのドッグファイトで撃墜された。
外伝では第6次イゼルローン攻略戦に他の3人のエースと共に登場しており（当時は中尉）、ケンプ艦隊を相手に4人で瞬く間に敵機を計12機撃墜する活躍をする。
コールドウェル
声 - 広森信吾(旧)
ヒューベリオン所属。第2空戦隊（コーネフ戦隊）副戦隊長（のち戦隊長）。大尉。
コーネフ戦隊の副戦隊長で、彼の戦死後に隊長代行として隊をまとめ、ポプランにコーネフの戦死を報告する。その後の詳細は不明だが、空戦隊の長であるポプランが地球に赴く際に、自身の代わりとしてコールドウェルの名を挙げており、動くシャーウッドの森に参加していることはわかる。また、外伝「ユリアンのイゼルーロン日記」には、救国軍事会議のクーデターの前の捕虜交換式頃に行われたフライングボール大会でMVPを受賞したとある。当時は少尉。
カーテローゼ・フォン・クロイツェル (Katerose von Kreutzer)
声 - 三石琴乃(旧)
通称カリン。シェーンコップの娘（非嫡出子）。伍長。空戦隊所属。
薄くいれた紅茶の色の豊かな髪に青紫色の、生気にとんだ瞳を持つ美少女。性格は凛としており強気。まだ15歳ながら空戦隊に所属し、上官のポプランから第2のイワン・コーネフになれるかもしれない逸材と評される。実はシェーンコップの実娘で、彼と寝た数多の女の一人ローザライン・エリザベート・フォン・クロイツェルが密かに産んだ子であった（付き合ったのは3日ほどで、シェーンコップは忘れていた）。バーミリオン会戦の直前頃に母が死に、その死と自分の存在をシェーンコップに伝えるなど、作中では母の件に関して単純に恨んでいるとも言えない父シェーンコップとの複雑な関係が展開される。また、ユリアンとの関係も展開され、互いに不器用ながら関係を少しずつ深めていき、シヴァ星域会戦後に正式に付き合う仲となる。
初登場は主要人物の中でも遅く第6巻3章である。それ以前の来歴は不明瞭であるが、「動くシャーウッドの森」で、スパルタニアンのパイロットとしてポプランの手ほどきを受けていた。地球に調査へ向かう予定のユリアンに対し、ポプランが有望な若手として紹介したのが、作中への最初の登場であり、ユリアンとの出会いでもある（この時はそっけない態度を取る）。その後、しばらく作中でカリン本人が登場することはなく、もっぱらシェーンコップに娘がいるとして、アッテンボローらの会話の中に登場するのみである。第7巻後半の第10次イゼルローン攻防戦において、参加を志願するが、シェーンコップに拒絶され、この理由を問うという名目で母のことを問いただそうと彼の執務室を訪れるのが父との初対面となる。結局、軽くあしらわれた挙げ句に要塞戦には参加できず、次の回廊の戦いが初陣となり、敵機一機を撃墜するという功績を上げる。この初陣では初めての焦りの中で思わずユリアンの顔が思い浮かぶなど、彼を気にかけている描写も登場し、ヤンの死後に後継者となったユリアンの前にしばしば登場しては彼を叱咤し、一方ユリアンもカリンを気になりだすなど、互いに不器用ながら関係を少しずつ深めていく。少なくともシヴァ星域会戦では「恋人未満」と明記されているが、周囲からは公然の仲とみなされていた。冷戦状態だったシェーンコップとの関係も最後には彼から娘として扱われ、逆にカリンもまた、師であるポプラン、そしてユリアンと並んで父の安否を気遣う。シヴァ星域会戦後に父の戦死の報を聞く中で、ユリアンに慰められながら涙を流し、また、そこで正式に付き合うようになる。最終盤の仮皇宮にもユリアンのパートナーとして同行しており、特に物語の最後にはユリアンから2人の将来について示唆する一文がある。

### ヤン艦隊の軍人
ルイ・マシュンゴ (Louis Machengo)
声 - 中尾隆聖(旧) / 奈良徹(D)
准尉。正式な所属・役職は不明だがヤン艦隊要人の護衛を務めることが多い。
筋肉質な巨体の黒人の軍人。その体格に対して目は丸く愛敬があり、心やさしい雄牛といった印象をもたせる。普段の性格は穏やかなながら、白兵戦においてはその肉体通りの暴力性を持ち、シェーンコップから軟弱（やわ）な連中であれば片手で一個小隊は片付けると太鼓判を押される。また忠誠心にも秀でる。正式な役職は不明で、登場時は査問会に向かうヤンに護衛役と同行し、結果としてはフレデリカの身辺を守る。中盤以降はユリアンの護衛役としてフェザーンや地球にも同行し、時に彼を諭す。
物語上の初登場は第8次イゼルローン攻防戦におけるヤン査問会の折で、シェーンコップの推薦で、ハイネセンに呼び出しを受けたヤンの護衛役として登場する。この時はもっぱら軟禁されたヤンを救うために行動するフレデリカに同行する。その後、ユリアンがフェザーン駐在武官に任命されると、ヤンの推薦でユリアンの護衛役となる。以降、ユリアンに献身的に尽くし、帝国によるフェザーン占領の際も、脱出のためにマリネスクとユリアンを引き合わせるなどする。バーラトの和約体制体制下ではごく自然にヤン家の住人になっており、続くユリアンの地球調査にも、運命には逆らえませんと言って同行し、活躍する。ヤン暗殺事件では、ユリアンと行動しており、ヤンの死に激昂して我を失った彼を優しく諭す。終盤、シヴァ星域の戦いではブリュンヒルトに乗り込み、ラインハルトの下へ向かうユリアンを護衛するが、挟み撃ちにあって背後から銃撃を受けた際にユリアンを庇い戦死する。
グエン・バン・ヒュー (Nguyen Van Thieu)
声 - 小室正幸(旧) / 三宅健太(D)
イゼルローン駐留機動艦隊分艦隊司令官。准将（のち少将）。旗艦はマウリヤ。
猛将タイプの提督。総司令部の冷静なコントロールがあれば、絶大な破壊力を奮うことができると評され（ラインハルトの部下でいえば、ビッテンフェルトに似ていると評される）、ヤンの指揮下では多大な攻撃力を発揮する。同じ分艦隊司令であるアッテンボローと共に名が挙がるなど、ヤン艦隊の提督として一定の地位を有していたが、その性格上の問題が祟り、早期に物語から退場する。
作中への最初の登場はドーリア星域会戦で、ヤンの作戦計画に従って伏兵を持って敵を急襲し、その猛攻によって多大な戦果を挙げる。この時、分断するため敵陣に突入して包囲されても「こいつはいい、（周囲が敵だらけなので）狙いをつける必要がない」と陽気な笑い声で放言し、大胆とも頭のネジが緩んでいるとも評される。第8次イゼルローン攻防戦では、メルカッツの指揮の下、アッテンボローと共にその猛攻でケンプ・ミュラー艦隊を叩きのめす。ところが、その戦後に、ヤンの命令を無視し、アラルコンと共に敗走するミュラー艦隊を追撃し始める。このため、救援に来たミッターマイヤーとロイエンタール両艦隊の逆襲を受け、数・戦術・指揮官としての能力とすべてに劣る中、手も足も出ないまま壊滅して戦死する。その後、あっさりと退却したミッターマイヤー・ロイエンタール両艦隊と、グエンとアラルコンの無意味な追撃が比較され、名将とは明確に目的を持ち、それを達成したら執着せずに離脱するものとヤンに評される。
スーン・スール
声 - 小野健一(旧)
ビュコックの副官。少佐。27歳（バーラトの和約体制下時）。後にヤン艦隊に入る。本名（旧姓）はスーン・スールズカリッター (Soulzzcuaritter)。
長年ビュコックの副官を務めてきたファイフェルの後任の青年士官。上記の珍姓奇名をしばしば周囲からネタにされていたが、ビュコックからスール (Soul) という通称で呼ばれるようになると、それを気に入り改名したという経歴を持つ。容姿や言動は普通で、大過なく任務をこなす能力に秀で、ラグナロック作戦では上官である彼を支える。物語後半ではヤン艦隊へ派遣され（このため、ヤン艦隊の幹部としては加入は最も遅い）、以降、最後までイゼルローン軍で活躍する。
ランテマリオ星域会戦直前に心臓発作で倒れたファイフェルに代わってビュコックの副官となる。それ以前にファイフェルの補佐を務めた経歴を買われており、OVA版は明確にビュコックから指名を受ける。また、その際に上記の経緯から名前を本名のスールズカリッターからスールに改めた。作中直接描写はされないが、ラグナロック作戦においてはビュコックの傍らで戦役を生き抜く。戦後の明確な去就は不明であるが、ラインハルトの再侵攻の宣言に際し、退役したビュコックが再出仕すると駆けつける。ビュコックに最期まで仕えるつもりであったが、若者の命は無駄にしたくないビュコックやチェンによってヤン艦隊に加わるよう命令を受け、ムライらと共にヤンの元へ向かう（その道中で叛乱が起こった際にはパトリチェフと共に鎮圧にあたる）。以降は正式な役職は不明ながらヤン艦隊の幹部として行動する。回廊の戦い後のラインハルトとの会談の際には、（ポプランの言い分では）ビュコックの代理として随行員に選ばれるが、そのためにヤン暗殺を狙った地球教のテロに巻き込まれる。パトリチェフやブルームハルトらと暗殺者達を迎え撃つが、左鎖骨を撃たれた衝撃で側頭部を壁に強打し気絶、意識不明の重症となる。結果として唯一の生存者となり、意識回復後に何が起きたかをユリアンらに伝える。その後も最後までヤン艦隊に付き従い、シヴァ星域の戦い後はユリアンに随行してフェザーンに向かうアッテンボローより軍務を任され、残った他の幹部らと共にイゼルローン要塞の放棄の準備を行う。
本作の登場人物名は国際年鑑などから拾った人名を組み合わせたものであったが、この「スーン・スールズカリッター」という奇名については作者の田中が創造した氏名である。作者によれば、夢の中でなぜか追われて逃げていた謎の人物の名前としている。

藤崎版では登場せず、スールの担った役割は代わりに全てファイフェル(心臓発作で倒れていない)が担っている。
ラオ (Lao)
声 - 亀山助清(旧) / 畠中祐(D)
第2艦隊幕僚。のち第13艦隊の参謀（分艦隊主任参謀）。少佐（最終は大佐）。
目と鼻が小さい顔をしたヤンと同年配の士官。アスターテ会戦においてパエッタが負傷し、ヤンが艦隊指揮を執ることになった際に、彼以外で無傷の幕僚として登場し、ヤンを支える。その後、第13艦隊の結成にも参謀として参加する（中佐）。以下、目立った活躍はないものの、作中には頻繁に登場し、ヤンやアッテンボローの幕僚として彼らを補佐する。ヤン艦隊の高級軍人としては最後まで所属して生き残り、シヴァ星域の戦い後はマリノを筆頭として、リンツやスールと共にイゼルローン要塞の放棄の準備を行う。
OVA版では原作中での出番や役割がアッテンボローに変更されており、ほぼ出番がない。ノイエ版におけるアスターテ会戦では概ね小説通りの立ち位置で行動する。
ベルンハルト・フォン・シュナイダー (Bernhard von Schneider)
声 - 目黒裕一(旧) / 平川大輔(D)
帝国軍人で、帝国軍時代からのメルカッツの副官。少佐。のち同盟に亡命し、ヤン艦隊に所属する（大尉待遇、最終は中佐）。
上官であるメルカッツを強く慕う青年士官。くすんだ金髪で、帝国では貴族令嬢たちから「甘いハンサム」と呼ばれていたという。怜悧な頭脳を持ちメルカッツの副官としてこれを良く補佐するが、若さゆえの見識の甘さや感情の発露をメルカッツに諭されることもある。メルカッツの明敏さや人格を熟知するがゆえに、彼の代わりに怒りを見せたり、また、メルカッツが自分に不要な配慮をしないように、自らを律しようとするなど、高い忠誠心を見せる。あくまでその忠誠の対象はメルカッツであり、同盟や民主共和制の理念には淡白であるが、メルカッツを快く迎え入れてくれたヤンには感謝している。また、後述の通り、もともとメルカッツにヤンへの亡命を勧めた人物である。
作中での初登場はリップシュタット戦役からで、門閥貴族らに翻弄されるメルカッツの副官として彼を補佐し、時に彼らに怒りを見せる。戦役終盤、貴族連合軍の敗北が確定する中、メルカッツが自殺を選ぶと予期してこれを防止し、ヤン艦隊への亡命を勧める。亡命後は、メルカッツの2階級降格に従い、1階級降級の大尉待遇となる。以降、ヤン艦隊の一員となるが、上記の通りあくまでメルカッツの副官という立場であるため、個人としての目立ったエピソードはない。銀河帝国正統政府が樹立するとメルカッツが無断で軍務尚書に任ぜられたことに伴い中佐に任ぜられ（以降は物語の終わりまでもっぱら中佐の階級で呼ばれる）、「動くシャーウッドの森」にも従う。最後シヴァ星域の戦いにおいて、自身も重傷を負いつつメルカッツの死を看取り、戦後は、帝国本土へ戻ってメルカッツの遺族に会うことを伝え、ユリアンと別れる。
マリノ (Marino)
声 - 荒川太郎(旧)
戦艦ヒューベリオン艦長。大佐。のち分艦隊司令、准将。
必ずしも一致しない、一艦艇の艦長としての能力と艦隊指揮官としての能力を併せ持つ有能な軍人。登場初期はヒューベリオンの初代艦長であったが、途中から分艦隊司令となり、以降メルカッツやアッテンボローと共にヤン艦隊の戦いに貢献する。回廊の戦いでフィッシャーが戦死した後は、彼に比肩はできないと評されつつも、その役割を継ぎ、最後までヤン艦隊に残る。
作中での初登場はアムリッツァ会戦の時で、ヒューベリオンの初代艦長として登場する。その後の来歴はまったく不明で、バーミリオン星域会戦の頃には既に分艦隊指令で准将となっている。戦後、「動くシャーウッドの森」には参加せず、ヤン奪還などの騒動にもまったく登場しない。しかし、回廊の戦いでは再び分艦隊指令として登場しており、正統派の用兵で帝国軍の中核に肉薄するが、シュタインメッツの巧みな救援で逆に大損害を被る（しかし、これによってシュタインメッツは戦死する）。戦後、戦死したフィッシャーの役割を引き継ぎ、シヴァ星域の戦い後は、フェザーンに向かったユリアンやアッテンボローに代わりイゼルローンに残った高級幹部の筆頭として、イゼルローン放棄の準備を行う。
アサドーラ・シャルチアン
声 - 小島敏彦(旧) / 佐々木義人(D)
戦艦ヒューベリオンの艦長（マリノの後任）。中佐。
硬い黒髪に髭をたくわえ、浅黒く精悍な顔立ちの軍人。中背ながら逞しい身体つきとも描写される。マリノの後任としてヒューベリオンの艦長となり、少なくとも第8次イゼルローン攻防戦時には現職にある。艦隊指令としては未知数だが、少なくとも一艦のリーダーとしては、統率力にも運用能力にも申し分のない人物で、ヤンから厚い信頼を受ける。バーミリオン星域会戦にも登場し、旗艦が突出して被弾の恐れがあるので後退することを進言してヤンから自由に指揮するよう言われるも、たった10分後に後退しすぎて指揮がしにくいと愚痴を言われてしまう。
ニルソン (Nilson)
声 - 大林隆之介(旧) / 山口晃(D)
戦艦ユリシーズの艦長。中佐（のち大佐）。
40歳を過ぎた「ごついおっさん」という風体の軍人。強運のジンクスがあるユリシーズの艦長として、これに負けない能力を持ち、終盤でもユリシーズを旗艦としたユリアンから高く評価、信頼されている。個人としてのエピソードは少ないが、40過ぎて親知らずが生え、それによる歯痛で不機嫌だった折に、様々な噂話が飛び交い、最終的にフィールズのユリアンに恋慕していたという冗談が広まったというものがある。
OVA版では端役ながら登場頻度が増えている。また、劇場版第1作においては、ヤンとアッテンボローとあわせて3人で、ユリシーズを乗艦として囮部隊を率いるという任務に参加している。ユリシーズは「じゃじゃ馬で他の人にはとてもじゃないが任せられない」と述べて、自らが指揮を執り、巧みな操艦技術でラインハルトの乗艦ブリュンヒルトの真下に接近し、事実上ラインハルトを人質に取るという作戦に貢献する。
エダ (Eda)
声 - 山口晃(旧)
戦艦ユリシーズの副長。少佐。
作中での人物描写はなく、本編の序盤である2巻で、少し名が登場する。OVA版ではほぼ端役ながら登場頻度が増えており、イゼルローンからの脱出時のフィールズのエピソードや、「8月の新政府」樹立時の同盟国歌合唱時などに姿を見せている。
フィールズ (Fields)
声- 島田敏(旧) / 北田理道(D)
戦艦ユリシーズの航法士官。中尉。
作中での人物描写はないが、気の利いた軽口や冗談をした人物として触れられることがある。第4巻8章において、ここ数日、上官のニルソンが不機嫌な理由を、「少年愛者でユリアンに好いていたが、先頃、フェザーンに駐在武官として派遣されてしまったから」との冗談が、人気を博したという。第5巻2章では、イゼルローン脱出のために、ユリシーズに600人の乳児とその母親が搭乗することになった際、女性が最も美しく見えるのは出産直後で、そのような女性が三個中隊分も乗り込んでくる、と兵員達の士気を鼓舞しようとしたといったエピソードが紹介される。
トダ (Toda)
声 - 大森章督(旧) / 勝杏里(D)
ヒューベリオン所属のスパルタニアンの整備主任。技術大尉。第1巻8章の登場人物。
帝国領侵攻時のケンプ艦隊との交戦に際して、ポプランのスパルタニアンの機銃の照準が狂っており（ポプランの言い分では9-12度）、「味方殺し」や「給料盗人」などと猛抗議を受ける。これに対して人間よりも戦闘艇の方が金がかかっているから整備には気を使っているなどと皮肉で反抗したため、ポプランと取っ組み合いの喧嘩となる。最終的にはシェーンコップの仲裁によってその場は収められる。
OVA版では出撃直前に女性整備兵を口説くポプランの邪魔をしたうえ、機銃の照準に対するポプランの抗議に「てめえの未熟を人のせいにしやがって」と反抗したため、ポプランに腹を殴られるが、追い打ちをかけられそうになったところをコーネフが止める。また階級が技術少佐に変更されているが、原作では初版においてポプランの階級が中尉で階級差がある者同士のやりとりであったものを、後の修正でポプランが大尉となって同格となったために、再び階級差を設けるために変更された。
ノイエ版では補給が途切れた影響で不眠不休で作業をしており、パイロットとは違って食事も満足に出来ないことで整備に手落ちがあったかもしれないと謝罪し、最後には「今度はあんなヘマしません」と宣言してポプランとは和解する。
ハムディ・アシュール
声 - 中博史(旧)
少佐。第6巻8章の登場人物。
艦隊戦術オペレーターとしての優秀さで知られる軍人。メルカッツ麾下の「動くシャーウッドの森」に後から合流した軍人の一人で、その中でもっとも高い階級を持つ。メルカッツとの面会では、非礼を承知で、その目的や意志を問い、民主共和政が目的であることを確認する。また最高司令としてはメルカッツでは問題があり、（婉曲的に）ヤンが相応しいと進言する（直接的だとヤンに迷惑がかかるため、あえてビュコックやシトレといった候補者を否定することで消去法でヤンを挙げる）。シュナイダーからは頼りがいはありそうと言われつつも「何と理屈の多い奴だ」と皮肉られるが、メルカッツは苦笑しつつも、その見識の正しさを評価する。
どのように合流したかは原作では明示されていないが、OVA版ではマスカーニの配下で、破棄艦艇脱出時に「動くシャーウッドの森」への参加を選んだ人物の一人となっている。また「8月の新政府」樹立時の同盟国歌合唱時に描写されている。
エド、サイモン、ハズキ
声 - 田中和実、飛田展男、草尾毅(旧)
第13艦隊ヒューベリオンの乗組員。OVA版のオリジナル人物。
帝国側のオリジナルキャラクターであるクルトとトニオに対応する人物であり、視聴者に対しヤン艦隊の一般兵の信条を明らかにする役目を持っている。
ピーター・リーマー
声 - 小林千晃
ノイエ版のオリジナルキャラクター。ユリアンの同期である新兵で、彼に声をかけ親しくなる。アッテンボローの率いるイゼルローン駐留艦隊分艦に軍曹として配属されスパルタニアンで出撃し、ユリアンともども初陣をどうにか生き延びるが自分を小馬鹿にしていた熟練兵達が戦死したことに複雑な心境に陥る。
ダグラス・ベイトマン
声 - てらそままさき
ノイエ版のオリジナルキャラクター。ユリアンやピーターの指導教官で熟練兵にして少尉。新兵への暴力でヤンに更迭された教官とは戦友だった。教官としては厳しいが根本では部下思い。搭乗したイゼルローン駐留艦隊分艦隊で敵と遭遇した際、ユリアンを励ましつつ自らもスパルタニアンで出撃したが未帰還となった。

## 主要人物の家族・縁者
オルタンス・キャゼルヌ
声 - 松尾佳子(旧) / 富樫美鈴(D)
アレックス・キャゼルヌの妻。旧姓はミルベール。歳は31歳頃。
茶色の髪と目に、血色の良い健康美人という表現がよく似あう女性。専業主婦として家事全般に秀でているが、特に料理を得意とし、作中では良き妻、良き母として描写される。見識が深く毒舌家の夫にもまったくひるまず、むしろ言い負かすこともあるなど芯の強さを見せる。作中ではヤンやユリアンがキャゼルヌ家に招かれ、夫人の料理を堪能したり、夫の意見や愚痴に対して反論したり別の見解を呈するというシーンが多いが、ヤンとフレデリカの結婚後は、新妻となった彼女に先達者として助言などを行うシーンもある。また、ヤンが暗殺された時には、フレデリカにそれを伝える役目を依頼される。
作中ではもっぱら「キャゼルヌ夫人」と呼称され、オルタンスという名前は10巻で判明する。これについてファンから名前はなんというのかという質問が多く寄せられたために、後からオルタンスと命名されたという。
列伝『士官学校生の恋』においてキャゼルヌとの出会いが描かれている。
シャルロット・フィリス・キャゼルヌ
声 - 天野由梨(旧) / 美波わかな(D)
キャゼルヌ夫妻の長女。登場時8歳。
年相応の可愛らしい少女。ヤンのことを「ヤンおじちゃま」と呼ぶ。基本はキャゼルヌの娘あるいは無邪気な少女として登場するのみだが、バーラトの和約体制下で、ヤン家が監視状態にあった際には、ヤン家にラズベリーのパイを届け、そのパイの中に連絡用のメモが隠されていた。キャゼルヌ家との家族ぐるみの付き合いによって、ユリアンからは半ば妹のような存在と見られているが、ヤンやキャゼルヌからは半ば冗談で、ユリアンの将来の嫁候補として扱われることが多々ある。
パトリック・アッテンボロー
声 - 井上和彦(螺)
ダスティ・アッテンボローの父。ジャーナリスト。外伝4巻9章の登場人物。
反骨精神の強い有能なジャーナリスト。取材能力と問題意識に優れるが、上役との衝突によって何度も職場を変えたという来歴の人物（逆にすぐに仕事を見つけられることも有能な証と説明される）。軍隊にも批判的であったが、青年時代に熱烈な恋愛をした相手が保守的な軍人の家の娘であり、義父と100回以上の口論と3回の殴りあいの末に男子が生まれたら軍人にするという約束で結婚が認められる。しかし、男子に恵まれず、義父も退役間近に戦死したところを、第4子で初めて男子が生まれ、これに義父の名でもあったダスティと名付けた。この取り決めがあったことを息子に伝えた際には、彼から自分の幸福のために生まれてくる子供を犠牲にしたのかと反抗される。さらには息子を軍人とするために、彼が志望大学を不合格となるように祈っていたこともばれ、息子からは顔も見たくないと険悪な関係となる。しかし、そもそもダスティがジャーナリスト志望だったのは明らかに父の影響からであり、ヤンからはその親子関係を羨ましいと思われている。
少なくともヤンやアッテンボローの士官学校時代は存命しているが、本編中では言及がなく、現在時間軸での来歴は不明。
シェーンコップの祖父
声 - 中博史(D)
フルネームは不明。ワルター・フォン・シェーンコップの祖父。帝国貴族。同盟への亡命者。故人。
男爵家分家の下級貴族。軍務省の経理局次長にまで出世し、退職まであと数年というところで連帯保証人になっていた知人の負債を抱え込んでしまい財産と屋敷を失う。それでも完済はできず投獄されそうになったが、男爵家の家名が傷つくことを恐れた親族によってフェザーン経由の旅費だけ与えられ、当時6歳だったワルター少年を連れて追放同然の形で同盟に亡命したという。
ノイエ版では第7次イゼルローン攻防戦のエピソードにおいて、シェーンコップの回想という形で登場する。ノイエ版の設定では、門閥貴族の狡猾な手段によって全財産を奪われた上に、皇帝に対する叛意の濡れ衣を着せられ、亡命を決意したことになっている。また、シェーンコップは祖父の形見として帝国の国章が入った万年筆を肌身離さず携えており、これが第7次イゼルローン攻防戦のキーアイテムにもなる。
ユリアンの父
フルネームは不明。宇宙艦隊所属の大尉。故人。
ユリアン・ミンツの亡父であり、本編開始の6年前（ユリアンが8歳の時）に帝国軍との戦闘で戦死した軍人。外伝2巻『ユリアンのイゼルローン日記』で明かされたところによれば、ミンツ家は国父ハイネセンの「長征一万光年」にも参加していた自由惑星同盟の名家であり、そのプライドが強かった母（ユリアンの祖母）の反対を押し切って帝国平民出身の亡命者の子孫の女性と結婚し、息子ユリアンを授かったという。人物描写はほぼないが、ユリアンが紅茶を入れるのが上手いのはヤン以上に茶道楽であった父が伝授したからだという。生前はキャゼルヌとも面識があり、後にトラバース法に基づき、ユリアンがヤンの養子になったきっかけでもある。
外伝4巻には生前の彼らしき登場人物がいる（詳細は#螺旋迷宮を参照）。

## 同盟軍

### 軍首脳部
シドニー・シトレ (Sidney Sithole)
声 - 内海賢二(旧) / 佐藤正治(黄) / 相沢まさき(D)
統合作戦本部長。元帥。元士官学校校長。
物語開始時点における同盟軍の制服軍人のトップ。2メートルほどの身長を持つ偉丈夫で初老の黒人。ヤンが士官学校に在籍していた当時の校長で、ヤンの天賦の才能を早くから知っていた数少ない一人。権力中枢に近いこともあって、ロボスと派閥争いを繰り広げたり、軍政のトップであるトリューニヒトと鍔迫り合いをしているが、基本的に現実的・良識的な人物で、軍内外に広く人望がある。士官学校の校長時代（中将）には、開明的な教育家としても当時生徒であったヤンから高く評価され、さらにヤンに事実上、蔵書庫を解放する便宜を図るなど、名校長と評される。このためヤンからはグリーンヒル大将、ビュコックと共に尊敬する上官と評されるが、逆にヤンの性格を熟知しているがゆえに老練な手腕で彼を手玉にとることにも長ける。
ヤンが第13艦隊司令となると彼を呼び出し、彼の才を高く評価するがゆえにイゼルローン要塞の攻略という難題を命令する。この背景にはロボスとの軍上層部の派閥争いという側面もあり、結果として要塞攻略が成功したため、自身の立場を堅めることに成功する。ところがこれが原因で巻き返しをはかるロボス派から帝国領侵攻作戦が立案されるに至り、シトレとしてはその無謀な計画に大反対であったが、成功しても失敗しても退役する状況に追い込まれる（成功した場合はロボスを本部長に就けて功績に報いるため、失敗した場合は軍人のトップとして責任を取らされるため）。結局、戦役の失敗を受けて責任を取らされる形で退役する（元凶のロボスとは違い、巻き込まれる形となったために同情の声もあったという）。そして故郷の惑星カッシナに帰り果樹園を営み始める。
その後は同盟に民主共和制の危機が訪れると、端役としてしばしば登場する。救国軍事会議のクーデターでは隠棲先から駆けつけて、ヤンとヤン艦隊が同盟政府と民主主義を守るものだと支持を表明し、クーデター勢力に少なくないダメージを与える。物語後半に同盟が完全に帝国に併呑された後に行われたグエン・キム・ホア広場での集会及び騒乱にも参加しており、かつての同盟要人として新領土総督となったロイエンタールと引見する。ロイエンタールの問いに対して、発生した騒乱について何ら弁明せず、むしろ釈放すれば今度こそ行動を起こすと宣言したがためにラグプール刑務所に移送される。後に同刑務所の暴動に巻き込まれるも、一命は取り留める。以降は作中に登場しない。
外伝では『黄金の翼』に、第5次イゼルローン攻略戦の総司令官（大将）として登場する（この戦い自体は外伝3巻『千億の星、千億の光』でも触れられる）。乗艦はヘクトル。当時のグリーンヒル中将、ビュコック中将らを指揮し、並行追撃策を用いて、要塞主砲トゥールハンマーの使用を封じ込め、要塞壁に肉薄する活躍をする。結果としては帝国側が味方の犠牲を厭わずにトゥールハンマーを使用したため失敗に終わるが、それまで寄り付くことも不可能であった要塞壁に大きな損害を与えたことは高く評価され、後に元帥に昇進する。
OVA版ではレベロと旧知の仲という設定が加えられ、2人の会話シーンがある。
ラザール・ロボス (Lassalle Lobos)
声 - 大木民夫(旧) / 花輪英司(D)
宇宙艦隊司令長官。元帥。帝国領侵攻作戦の遠征軍総司令官。グリーンヒルの上官。座乗艦はアイアース（OVA版）。
物語開始時点における制服軍人のナンバー2。母が帝国からの亡命者という出身で、小太りの男。軍部のトップであるシトレとは四半世紀にわたるライバルとされ、現在の職責に見合う優れた戦術指揮能力で前線指揮官として輝かしい功績を挙げてきた軍人。第6次イゼルローン攻防戦ではおおざっぱな点はあるが、戦術展開能力にすぐれ、指揮官として熟練していると評され、さらに、これを堅実で理知的な幕僚のグリーンヒルが補佐するというコンビであった。ところが急速に衰えを見せたとされ、本編時間軸ではおよそ最高指揮権者らしくない無能ぶりを晒す。
帝国領侵攻作戦において遠征軍総司令官に任命され、作戦総司令部となるイゼルローン要塞に在陣する。参謀長のグリーンヒルよりもフォークを信任し、艦隊司令官らからの通信を取次としてフォークが間に介入するなど、彼の専横を許し、実質的にフォークの傀儡と化す。戦役終盤の前線の危機にも、昼寝の邪魔をするなと訓令するなど、同盟軍全体の足を引っ張る。最終盤では総参謀長グリーンヒルの撤退進言を無視して、同盟政府の要望に従う形で、アムリッツァに部隊集結を命じ、ヤンの活躍で一矢報いることには成功するもさらなる犠牲を増やす。戦後は敗戦の責任を取らされる形で退役し、以降物語には登場しない。
本編以前を扱った外伝では登場頻度が多い。まず時系列上の初登場は『千億の星、千億の光』でのヴァンフリート星域の会戦で、続く第6次イゼルローン攻防戦に総司令官として登場する。上記のようにこの段階では指揮能力を高く評価されるも、ヤンが立案したラインハルト艦隊への対処案に対して、兵力を出し惜しんだ結果として彼を取り逃がし、後の禍根を残す失態を犯している。時系列上の次のエピソードである『星を砕く者』から、後の衰えの片鱗を見せるようになり、第3次ティアマト会戦で自派閥のホーランド中将を失って精神衛生にいささかの害を及ぼしたとされ、その戦後には余計な訓令でグランド・カナル事件と呼ばれる戦闘事故を引き起こさせてしまう。ただし、総司令として指揮を執った第4次ティアマト会戦は結果として敗北するが、その混戦の中でグリーンヒルの進言を受けて難しい絶妙の用兵を行い、戦術的手腕を示すなど、戦術的能力の高さを示している。
ドワイト・グリーンヒル　
作品開始時の統合作戦本部次長で、宇宙艦隊総参謀長。フレデリカ・グリーンヒルの父。
→#救国軍事会議
クブルスリー (Kubersly)
声 - 田中信夫(旧) / 髙階俊嗣(D)
第1艦隊司令官、中将。後に統合作戦本部長（シトレの後任）、大将。
温厚な人柄で筋の通った性格の軍人。士官学校を優秀な成績で卒業し、堅実な成果を挙げ、いずれ軍部のトップに就くと目されていた。物語開始時点では首都警備や治安維持を任務とする第1艦隊司令官の職にあったため、アスターテ会戦や帝国領侵攻作戦には参加しておらず、いずれの敗戦の責を負っていなかった。帝国領侵攻作戦後、軍首脳部の総退陣に伴い制服軍人のトップである統合作戦本部長に就任する。ヤンを高く評価しており、本部長への着任に伴って彼を統合作戦本部の幕僚総監に就任することを望んでいた。就任して間もなく、職務復帰の直訴をしてきたフォークを正論で拒絶するが、逆上した彼に撃たれて負傷し長期療養を余儀なくされる。実は救国軍事会議が裏で糸を引いており、結果、彼らのクーデターを許すことになる。
クーデター終結後に現場復帰するも、軍首脳部がトリューニヒト派で固められるなか病気を理由に引退する。
アレクサンドル・ビュコック
第5艦隊司令官。中将。後に宇宙艦隊司令長官（ロボスの後任）、大将のち元帥。

チュン・ウー・チェン (Trung Yu Chang)
声 - 大塚明夫(旧)
元士官学校教授。ビュコック体制下での宇宙艦隊総参謀長。中将のち大将。
「パン屋の2代目」と渾名されるほど軍人としては風采の上がらない外見の男性。しかし、戦略家・戦術家としては卓越した能力を持つ。大親征当時は38歳で妻子がいる。帝国軍のフェザーン侵攻と前後して、士官学校の教授から宇宙艦隊副参謀長に抜擢される。直後に総参謀長のオスマンが病気で更迭されたため、後任として総参謀長に昇格する。のちにビュコックの元帥昇進にあわせて大将に昇進。以降、宇宙艦隊司令長官ビュコックの腹心としてマル・アデッタ星域会戦で共に戦死するまで彼に付き従い、有用な献策によってヤンに対しても多大な貢献をする。
初登場は上記の通り「神々の黄昏」作戦で抜擢されてからであり、ヤンをイゼルローンに拘泥させず、自由に動かさせるなど、有用な献策を行い、ビュコックら同盟軍首脳部の方針を決めていく。ランテマリオ星域会戦では敗北後に自決しようとしたビュコックに、ほぼ正しく今後の展望を予期してみせ、軍部で責任を取る者が必要と説得して思い留ませる（実際にはラインハルトの計らいでドーソンの拘禁のみで済む）。戦後は自身は軍に留まり、総参謀長のまま宇宙艦隊司令長官代理を兼務する。大親征に対しても、現場復帰したビュコックに従い、自分たちが指揮してもラインハルトには負けるという予測からムライらに貴重な残存戦力の一部を託し、ヤンの元へ送る。その後、マル・アデッタ星域会戦にて数にも勝るラインハルトら帝国軍本隊を迎え撃ち、民主共和制に殉じてビュコックと共に戦死する。
作者の設定では漢字表記は「淳于建」であるが、中国語版では「邱吾權」、「邱吾权」の字が当てられている。
ドーソン (Dawson)
声 - 島田彰(旧) / 黒田崇矢(D)
統合作戦本部次長で大将。後に統合作戦本部長（クブルスリーの後任）。のち元帥。元士官学校教官。
性格は小心で陰気、神経質な小役人タイプの軍官僚。年齢は50代後半。士官学校教官、憲兵隊司令官、国防委員会情報部長、第1艦隊後方主任参謀を務めた経歴を持ち、アムリッツア会戦後は現職にある。おおよそその要職に見合うだけの能力や人望はなく、自分より士官学校時代の一番だけ席次が良かった同期生が何かしらのミスで降格処分となってドーソンの部下となった時、ねちねちいびり抜いたり、後方主任参謀時代には各艦の調理室のダストシュートを調べてまわり、じゃがいもの廃棄する部分が多いと小言を言って周囲をうんざりさせたといったエピソードにあふれる。士官学校時代の生徒であったアッテンボローからもその嫌味ぶりな逸話の数々を披露される。他にも「建国後、30年か50年くらいの外敵がいない時期だったらドーソンでも無難に務まっただろう（要約）」と酷評され、救国軍事会議からは「大将に昇進したのさえおかしい程度の男」と評され、本部長代行になった時には宇宙艦隊司令長官であるビュコックから、（統治原則に反するが）自分が統合作戦本部長を兼任した方がマシだったと皮肉られる。また、救国軍事会議のクーデターの序盤では、ヤンに対する個人的な嫉妬心から彼にそれぞれ離れた場所にある4ヶ所の蜂起の鎮圧を命じ、その主客転倒した現状認識で逆にクーデター勢力の目論見を外して計画を頓挫させられるのではないかとまでヤンに期待される。そのような能力にもかかわらず栄達したのは一部政治家とのコネによるとされる（トリューニヒト閥であることが示唆されている）。一方で、秘密保持の必要な種の任務には無能ではなかったと評され、銀河帝国正統政府の面々の亡命の受け入れなどでは手腕を発揮している。
作中への登場は統合作戦本部長のクブルスリーがフォークの凶弾で療養を余儀なくされ、本部長代行に就任した時から。事実上の制服軍人のトップとなるが、救国軍事会議のクーデターには何も対処できず容易く拘禁される。クーデター終結後、しばらくしてクブルスリーの引退に伴い正式に本部長となるが、間もなく「神々の黄昏」作戦が開始される。フェザーンが帝国軍に占領された後の同盟の存亡に関わる非常事態に際し、あからさまに狼狽することはなかったが、何ら有効な対策を講じることなく現実逃避の日常業務を行うばかりで、統合作戦本部の機能を実質的に停止させてしまう（ビュコックらはドーソンを叱咤激励したりなだめたりして、何とか統合作戦本部の機能を回復させた）。最終的には帝国軍によるハイネセン占領に伴い軍事の最高責任者として拘束される。以後の消息は不明。
ロックウェル (Rockwell)
声 - 江原正士(旧) / 四宮豪(D)
後方勤務本部長。大将。後に統合作戦本部長（バーラトの和約後）。
トリューニヒト派の軍人として知られる人物。軍人としてよりも、政治的思惑や自己保身で行動することが多く、作中では一貫してヤンの足を引っ張る。初登場はヤンに対する査問会であり、トリューニヒト派の軍人としてヤンを糾弾する（また、彼が後方勤務本部長にいることがトリューニヒトの軍への強い浸透をヤンに悟らせる）。バーラトの和約でドーソンが帝国に拘束されると、後任の統合作戦本部長に就任する（階級は大将のまま）。そしてレンネンカンプやレベロの意を受けてヤンの拘束や奪還阻止の作戦の指揮を取る。その後、大親征において、マル・アデッタ星域会戦で同盟軍が敗北し、帝国による首都占領が間近となると、レンネンカンプの首席補佐官であるフンメルに唆されたこともあって、保身からレベロを殺害する（ただし、これはまったく無意味な行為だとレベロにも指摘される）。ラインハルトの引見の際にレベロ殺害を以て助命を乞うが無意味な主殺しを侮蔑され、思惑が外れたことから咄嗟にラインハルトの傍らにいたファーレンハイトを「自分と同じ」転向者として弁明してしまう。これが決定的となり、ラインハルトより任されたファーレンハイトに「処断」される。

### 艦隊司令官
肩書は特に断りがなければ登場時のもの。物語開始時点では第12艦隊まであり、パエッタ、パストーレ、ムーアはアスターテ会戦、それ以外は同盟による帝国領侵攻作戦時である。第13艦隊はアスターテ会戦後に新設、第14、15艦隊は「神々の黄昏」作戦の発生に応じる形で新設される。
クブルスリー (Kubersly)
第1艦隊司令官。中将。後に統合作戦本部長（シトレの後任）、大将。
→#軍首脳部
パエッタ (Paetta)
声 - 徳丸完(旧) / ふくまつ進紗(D)
第2艦隊司令官。中将。ヤンの上官（本編開始時）。後に第1艦隊司令官（クブルスリーの後任）。乗艦はパトロクロス。
いかめしい顔つきの中年の軍人。同盟軍の将軍の中でも歴戦の勇将だが、自分の見解に固執し、幕僚の意見を聞こうとしない悪癖を持つ。また、ヤンに対してはその経歴を評価しつつも、およそ軍人らしくない態度かつ20代で将官の地位にあることに悪感情を抱く。ただし、アスターテの会戦で負傷した際には「用兵家としての君の手腕を（見せてくれ）」と言って即座に指揮権を譲渡しており、また、「神々の黄昏」作戦の事前会議でも内心でヤンに期待を掛けていた。
本編最初の戦闘であるアスターテ会戦において第2艦隊を率いてラインハルト率いる帝国軍を討つべく行動を起こす。ダゴンの殲滅戦の故事に倣った第4、6艦隊との大包囲作戦で勝利を確信したところ幕僚のヤンからラインハルトが各個撃破策を取って同盟軍が追い込まれる可能性を具申されるが、これを上記の悪癖やヤンへの悪感情から却下してしまう。その後も、ことごとくヤンの進言を無視して時間を浪費し、第4、6艦隊は壊滅させられ、最後に自分たちが数で勝る帝国軍に急襲される。そして旗艦パトロクロスの被弾によって肋骨が肺に刺さる重傷を負い、事後をヤンに託す（その後、予め事態を想定したヤンによって第2艦隊は半減するも救われる）。
その後、第2艦隊は解体されて第13艦隊に編成され、パエッタ自身はアスターテ会戦での負傷によって帝国領侵攻作戦には参加しない。同戦役後に統合作戦本部長に就任したクブルスリーの後任として第1艦隊司令官に着任する。その後、ラグナロック作戦では第1艦隊司令官として事前の作戦会議に登場し、ビュコック指揮下でランテマリオ星域会戦に臨む（注：原作中では第1艦隊を中核とする部隊をビュコックが直接指揮したとあるのみで、そこに具体的にパエッタが参加していたという明示的な記述はない。OVA版では参加を確認できる）。戦後の去就は特に記述されず生死も不明であったが、物語終盤のオーベルシュタインの草刈りによるラグプール刑務所への収監者として名が登場し、その後、起こった同刑務所の暴動によって命を落とす。
劇場版第2作『新たなる戦いの序曲』ではトリューニヒト派の軍人とされ、箔を付けるために、勝てるはずのアスターテ会戦の指揮官に選ばれたことになっている。
ルフェーブル (Lefebres)
声 - 今西正男(旧)
第3艦隊司令官。中将。座乗艦はク・ホリン（OVA版）。
帝国領侵攻作戦に参加し、作中ではアムリッツァ星域会戦前にワーレン艦隊の猛攻を受けたとあるのみで詳細は不明である（アムリッツァ星域会戦前には参加しておらず、戦死または捕虜となったことが暗示されている）。
OVA版ではアムリッツァ星域会戦の前哨戦の一つであるレーシング星域の戦いにおいてワーレン艦隊と交戦し、被弾した護衛艦と盾にしていた小惑星の間に座乗艦が挟まれて沈没、戦死する。
パストーレ (Pastolle)
声 - 佐藤正治(旧) / 石井康嗣(新) / 目黒光祐(D)
第4艦隊司令官。中将。座乗艦はレオニダス。
パエッタから「百戦錬磨」と評される将官。物語開始冒頭のアスターテ会戦において、第2、6艦隊と共同でラインハルト率いる帝国軍を包囲殲滅しようとしたが、他の艦隊より最も艦艇数が少なかったこともあって、ラインハルトの各個撃破策の最初の標的となる。交戦状態になってもラインハルトの策を読めず「敵の司令官は用兵を知らぬ」と軽んじた発言を行い、大した抵抗もできず、ファーレンハイト艦隊の攻撃によってまたたく間に壊滅させられ戦死する。反応の遅さから、ラインハルトには無能者と呼ばれる。
劇場版第2作『新たなる戦いの序曲』ではトリューニヒト派の軍人とされ、箔を付けるために、勝てるはずのアスターテ会戦の指揮官に選ばれたことになっている。
アレクサンドル・ビュコック
第5艦隊司令官。中将。後に宇宙艦隊司令長官（ロボスの後任）、大将のち元帥。

ムーア (Moore)
声 - 平野正人(旧) / 櫻井トオル(D)
第6艦隊司令官。中将。ラップの上官。座乗艦はペルガモン。
豪放だが粗野な性格で知られる将軍。物語開始冒頭のアスターテ会戦において、第2、4艦隊と共同でラインハルト率いる帝国軍を包囲殲滅しようとしたが、ラインハルトの各個撃破策によって第4艦隊交戦の報を聞くとパエッタと同様に救援に向かい、第4艦隊を壊滅させた帝国軍からは次の標的として狙われる。幕僚には第2艦隊のヤンと同様に敵の意図を見抜き、適切な献策をしたラップがいたものの、これを無視する。さらには敵の急襲に対してラップの反対を無視して敵前回頭するという愚行を冒し、メルカッツ艦隊の攻撃ですぐに壊滅状態に陥る。敵の降伏勧告を「無能であっても卑怯者にはなれん」と言って拒絶し、ラップら部下を巻き込んで玉砕する。
劇場版第2作『新たなる戦いの序曲』ではトリューニヒト派の軍人とされ、箔を付けるために、勝てるはずのアスターテ会戦の指揮官に選ばれたことになっている。
藤崎版ではより悪辣な人物として描写されており、ラップの進言をことごとく拒絶して暴力まで振るい、最期は自らの死を認識する間もなく座乗艦を攻撃され死亡する。
ホーウッド (Hawood)
声 - 小川真司(旧) / 藤井隼(D)
第7艦隊司令官。中将。座乗艦はケツアルコアトル（OVA版）。
帝国領侵攻作戦に参加し、作中では帝国の焦土作戦で物資が欠乏したがために占領地で民衆暴動が発生したことや、キルヒアイスが「すでに第7艦隊を敗走させていた」とあるのみで詳細は不明。
OVA版では原作でのわずかな記述が掘り下げられる形となっており、物資が欠乏した占領地域の治安維持に頭を悩まさせられ、配下のヴァーリモントに食糧問題を解決するよう命令する。その後、ドヴェルグ星域でキルヒアイス艦隊と遭遇し、降伏する。
ノイエ版では原作通りキルヒアイス艦隊と交戦して追い込まれるが、これ以上戦う必要はないと放置される。しかし、無謀なアムリッツァへの集結を行う第13艦隊を助けるためにこれを追撃するキルヒアイス艦隊を追いかけ、再度交戦、ヤンに事後を託す。
アップルトン (Appleton)
声 - 石森達幸(旧) / 宝亀克寿(D)
第8艦隊司令官。中将。
帝国領侵攻作戦に参加し、作中ではもっぱら第8艦隊として名前が出るのみでその動向や人物像の詳細は不明。アムリッツァ星域会戦の前哨戦においてはメックリンガー艦隊の猛攻を受けたとあるが、逃げ切ったようで、続くアムリッツァ星域会戦に参戦する。第13艦隊（ヤン艦隊）と隣接した宙域に陣形を敷くが、その間を強引にビッテンフェルト艦隊に突入され、その猛々しい猛攻により壊滅する（そこでビッテンフェルトは勝利を確信してヤン艦隊も壊滅させようと勝ち急いだために、ヤンの逆襲を受け、同会戦の帝国側の唯一の敗北者になる）。最終的にアップルトン自身は戦死したのか投降したのかは不明。
OVA版では明白にアムリッツァ星域会戦に参加しており、ビッテンフェルト艦隊の攻撃によって旗艦クリシュナが損壊、恒星アムリッツァに墜落していく中で脱出を拒み、艦と運命を共にする。
アル・サレム (Al Salem)
声 - 北川米彦(旧) / 酒井敬幸(D)
第9艦隊司令官。中将。
帝国領侵攻作戦に参加し、作中ではアムリッツァ星域会戦前にミッターマイヤー艦隊の猛攻を受ける。この時、追撃するミッターマイヤー艦隊が俊敏すぎて標的の第9艦隊を追い抜いてしまい、「疾風ウォルフ」の異名を取るようになったというエピソードがある。そのような混戦の中で、肋骨を折る重傷を負い、副司令官のモートンに指揮権を委譲したところで登場を終え、その後の去就は不明である（第9艦隊自体は、その後のモートンの活躍で全滅を免れている）。
OVA版ではロボスがアムリッツァへの集結命令を出した時点では生存が確認できるが、その後は登場せず、DVDパッケージ裏の解説では戦死したことになっている（ただし、月刊『OUT』の銀河英雄伝説の特集記事では単に「負傷」となっている）。道原版ではヤンの台詞で、アムリッツァ星域に撤退する前に戦死したとある。
ウランフ (Uranff)
声 - 大林隆之介(旧) / 桜井敏治(D)
第10艦隊司令官。中将。アッテンボローの元上官。
色黒で筋骨逞しく両眼は鋭い壮年の軍人。名のみで姓を持たない。古代地球世界の半ばを征服した騎馬民族の血を引く勇将であり、用兵家・戦術家としても一流、同盟軍の諸提督のなかでも市民からの人気も高い。ヤンやビュコックからも高く評価・信頼される。ヤンはボロディンと共にその死を惜しみ、せめてどちらかでも生きていれば、ラインハルトとの戦いも楽になっただろうと評する。
作中での登場は帝国領侵攻作戦の事前会議の場から。フォークの作戦説明に対して諸提督として率先して極めて常識的な疑問を呈し、「高度の柔軟性を維持しつつ、臨機応変に対処する」の迷言を引き出させる。その後の侵攻作戦ではラインハルトの焦土作戦に対して同盟軍全体が危機に陥る中、ヤンから撤退案をまず初めに打診され、その妥当性を認めて賛同する。その後、アムリッツァ会戦の前哨戦においてビッテンフェルト艦隊の急襲を受け、数や士気に勝る相手に対し勇戦する。包囲されても艦隊統制を失わず、敵陣突破での脱出策を講じて多くの自軍を逃すことに成功するも、ウランフ自身は戦死を遂げる。残存兵力はヤン艦隊と合流し、アムリッツァ会戦に臨むこととなる。
外伝では『星を砕く者』に登場する。第三次ティアマト会戦においてビュコックと共に、自己能力を過信するホーランドの対処に困り、彼の戦死後の戦場の混乱を収める。第4次ティアマト会戦にも登場し、ミュッケンベルガー率いる帝国軍本隊を強襲して戦果を挙げるも、ラインハルトの救援によって退けられる。
各派生作品では、後に登場したアッテンボローがウランフ指揮下にあったという設定、また外伝2巻『ユリアンのイゼルローン日記』において全滅を防いで残存兵力を率いたと明かされたことから、ウランフの最期のシーンにおいて信頼するアッテンボローに事後を託す描写が多い。
藤崎版では最期の殿任務に関して戦闘員も含め退艦命令を出するものの拒否され、僚艦もウランフの意向を無視して帯同するなど、部下から信頼されている描写がある。また、ビッテンフェルトはその最期と戦いぶりに敬意を表し、敬礼する描写もある。
ルグランジュ
第11艦隊司令官。中将。救国軍事会議のメンバー。
→#救国軍事会議
ウィレム・ホーランド
声 - 堀川仁(千)
第11艦隊司令官。中将。本編開始時点では故人。外伝『星を砕く者』『千億の星、千億の光』の登場人物。座乗艦はエピメテウス（OVA版）。
ロボス派の有力軍人。容姿も雰囲気も鋭く引きしまっており、32歳で艦隊司令、中将となる異例の出世を遂げ、将来を嘱望されている少壮の指揮官。自らを同盟の歴史上の英雄アッシュビーに擬え、その用兵には多大な自信を持つ。その兵法の常道を無視した艦隊運用は敵からも見事と賞され、一定の戦果を挙げる一方で、ラインハルトやビュコック、ウランフといった物語における一流の用兵家からは欠点を手厳しく批判され、最終的には戦死している。
時系列上の初登場は第6次イゼルローン攻防戦で、当時はロボス配下の分艦隊司令、少将（『千億の星、千億の光』）。この時、総司令のロボスに作戦具申を行い、これが彼が目をかけている少壮の参謀フォークと同じものであったため採用される（これはロボスがホーランドの作戦能力を疑問視していたということではなく、分艦隊司令と参謀という役割分担を正しく見極めていたことによる）。要塞の攻略という目標は達成できなかったものの、戦闘での働きを評価され、間もなくして第11艦隊司令に任命される。
第3次ティアマト会戦（『星を砕く者』）ではビュコックやウランフといった歴戦の用兵家と出撃するが彼らを軽んじ、協調を無視した独断行動で用兵の常識や理屈を無視した艦隊運用を行う。これは結果としてミュッケンベルガー率いる帝国軍を混乱せしめるが、冷静に欠点を見抜いていたラインハルトには通用せず、限界点に達したところをわずか1回の主砲斉射三連で旗艦を撃たれ戦死、続く第2射で艦隊も混乱に陥り壊滅させられる。その死はロボスを非常に後悔させ、それが遠因でグランド・カナル事件と呼ばれる戦闘事故を引き起こしている。
藤崎版では英雄願望や古参軍人を軽視する態度は原作通りだが、自らを風に例える艦隊指揮能力の高さは見せかけではなく非凡なものとされている。ラインハルト艦隊を軽視することもなく、また、第3次ティアマト会戦での戦死も、斬新な戦術の弱点を見切ったラインハルトが1枚上手だったというものに変更されており、戦死後にラインハルトから称賛される。
ボロディン (Borodin)
声 - 池田勝(旧) / 木村雅史(D)
第12艦隊司令官。中将。
部下からの信頼厚く充分に円熟した用兵家と称される勇将。作中での登場・活躍はほとんどないが、ヤンがウランフと共にその死を惜しむほどの指揮官であり、有望な人材を多く抱えるローエングラム陣営に対して、せめて、最低でもウランフと共に生きていれば互角の戦いが望めたとまで言わしめる。同様にビュコックからの評価も高く、ウランフに次いで信頼できると評される。
本編においては直接登場したのはアムリッツァ会戦の前哨戦のみであり、そこでルッツ艦隊に急襲され、わずか8隻になるまで抵抗したが、最期はブラスターで頭部を撃ち抜き自殺する。もっぱらその名は上記の通り、ヤンの述懐などで登場するのみである。外伝では『星を砕く者』『千億の星、千億の光』に端役ながら登場しており、ヴァンフリート４＝２の戦いや、第4次ティアマト会戦に参加している。
ヤン・ウェンリー
第13艦隊司令官。

ライオネル・モートン (Lionel Morton)
声 - 大木正司(旧) / 坂口候一(D)
第9艦隊副司令官。少将。後に第14艦隊司令官、中将。
沈着さと忍耐力には定評のある指揮官。年齢は40代半ばで功績からいえば中将になっていてもおかしくないが、士官学校出身ではないことが出世の枷になっていることを示唆されている。初登場はアムリッツァ星域会戦で、この時は第9艦隊副司令を務め、負傷したアル・サレムに代わって艦隊全体の指揮を執ることとなり、その活躍で全滅を防ぐことに成功する。その後、第8次イゼルローン攻略戦において、ハイネセンから要塞に帰還するヤンの指揮下に入り活躍する。
ランテマリオ星域会戦に先立ち、新設の第14艦隊司令官に任じられ中将に昇進し、ビュコックらと共に迎撃にあたる。第5陣ワーレン艦隊に善戦するが戦力差は覆せず、苦戦したところをヤン艦隊に救われ合流する。続くバーミリオン星域会戦に、ヤン指揮下で臨むが、途中より参陣したミュラー艦隊の猛攻を真っ先に受け戦死する。
ラルフ・カールセン (Ralph Carlsen)
声 - 新井量大(旧)
第15艦隊司令官。中将。
豪胆で鳴らす偉丈夫。ランテマリオ星域会戦に先立ち、新設の第15艦隊司令官に任じられ中将に昇進する。ラグナロック作戦において、新参の中ではモートンと共にヤンが信頼できた艦隊指揮官の一人で、ランテマリオ会戦でも勇戦し、その後ヤンの指揮下で戦う。戦後は、キャゼルヌやフィッシャーと同じく「動くシャーウッドの森」には参加せず、そのまま降伏して自宅待機の身となる。
その後、ビュコック指揮下でマル・アデッタ星域会戦に参加し、寡兵ながらミュラーやファーレンハイトを相手に勇戦し、両者を焦らせる活躍をする。しかし、最期は新たに投入されたビッテンフェルト艦隊によって同盟軍全体が崩れる中で戦死する。

### 司令官（将官）・兵士
ジャン・ロベール・ラップ (Jean Robert Lapp)
声 - 田中秀幸(旧) / 小野友樹(D)
ヤンの親友。ジェシカの婚約者。第6艦隊参謀。少佐。
ヤンの士官学校時代の同期かつ親友。自然な指導力と下の者から信頼感を寄せられる人望を持ち、ヤンから自分よりも将器があると評される有能な人物。アッテンボローからもヤンよりも早く出世すると見込まれるほどであったが病気療養で出世が遅れた経緯がある。物語開始直後のアスターテ会戦において、ヤンと同じく同盟軍の危機を察知し、上官のムーアに意見具申を行うも却下されてしまう。結局、時間を無駄に浪費する内に、ラインハルト率いる帝国軍の急襲を受け、ムーアと共に戦死する。この死によってジェシカは反戦運動に身を投じることとなる。
外伝ではその経歴がもう少し詳しく明かされており、士官学校時代はヤンと戦史研究科廃止反対運動を行った仲だった。レグニツァの戦い及び第4次ティアマト会戦にはヤンと同じ第2艦隊所属で参戦していた。
藤崎版ではより理不尽な目に遭うように描写されており、アスターテ会戦でムーアから暴行を受け、重傷のまま営倉送りとなってもなお、意見具申しようとし、そこで帝国軍の急襲を受け戦死している。
ノイエ版では士官学校時代やジェシカとの関係が掘り下げられており、ジェシカとは幼馴染で、一度プロポーズするが断られてしまう。その後、アスターテ会戦の少し前に正式に婚約が決まる。後の流れは原作通りだが、第6艦隊の交戦直前に第2艦隊のヤンと通信している。
アンドリュー・フォーク (Andlew Fork)
声 - 古谷徹(旧) / 神谷浩史(D)
准将。帝国領侵攻作戦におけるロボスの幕僚で作戦参謀。
士官学校の首席卒業者という青年将校。26歳という若さだが老けて見え、眉目は悪くないものの血色が悪く陰気さを持つ。軍首脳のロボスに高く評価され、若くして准将の地位にいる秀才であるものの、出世欲と自尊心が極めて強く、しかし、それに釣り合うだけの軍事の才はない。実際、作中では自身の作戦計画を美辞麗句で自賛し、反論にはもっぱら弁舌で封じ込めようとする。同世代のヤンがイゼルローン要塞占領という大功績を挙げたことに強い対抗心を抱く。物語中では、同盟が滅亡する原因となった帝国領侵攻作戦と救国軍事会議のクーデターにどちらも決定的な役割を果たしたこと、さらに物語終盤では地球教に操られていたとは言え、ヤン暗殺にも大きく貢献するなど、終始、同盟勢力側に回復し得ない大きな損害を与え続ける。
帝国領侵攻作戦で物語に初登場し、そもそも同作戦の計画を、上記のヤンへの対抗心や出世欲という動機から立案した張本人であり、サンフォードの秘書やロボスといった私的ルートで、その無謀で無意味な作戦を実施に向かわせる。自身は同作戦の参謀役として指導部に入り込むと、侵攻前の作戦会議では戦争計画としては非常に曖昧で空疎な内容を提示する。これを実際に前線で戦うことになる艦隊司令達から批判されると「高度の柔軟性を維持しつつ、臨機応変に対処することになる」と言いのけ、ビュコックからは「要するに行き当たりばったり」と痛烈に皮肉られる。また、実際に侵攻作戦が開始されると無気力なロボスへの取次役として実権を握る。戦役の中盤、補給問題で同盟軍が危機的状況にある最中、ロボス宛てのビュコックの通信に相変わらず取次役として登場する。撤退要求に対し、自らは安全な後方にいて「自分なら撤退はしない」と勇ましいことを言ったために、激怒したビュコックに激しく譴責される。そこで「転換性ヒステリー症による神経性盲目」を発症して倒れ、入院加療・予備役編入となる。
戦後、元凶でありながら入院したために特に敗戦の責任を取らずに済む。その後、統合作戦本部長となったクブルスリーに復帰を直訴し、これを拒絶されると忍ばせていた拳銃で彼を撃ち、重傷を負わせ拘束される。軍令のトップであるクブルスリーの負傷は続く救国軍事会議のクーデターを大きく利する（フォーク自身がどこまで救国軍事会議に関与していたかは明示されておらず、あくまでひとりで考えて実行したと考える様に、クーデター勢力に深層暗示にかけられたとある）。
その後は、精神病院に拘禁され、同盟滅亡と前後して発生した病院火災で死亡したものと思われていた。しかし、実は地球教に攫われており、ヤン暗殺の手駒として使われる。地球教に吹き込まれ、自らこそ民主共和国政治の真の救い手と信じ込んでヤンを自ら暗殺しようとしたが、実は帝国軍に扮した本当の暗殺部隊をヤンらに信じ込ませる単なる囮であり、乗っていた武装商船ごと吹き飛ばされ死亡する。そして地球教の狙い通り、ヤン側の警戒が緩み、ヤン暗殺が成功してしまう。
外伝では第6次イゼルローン攻防戦に採用された作戦の立案者として名前のみ登場している（当時は中佐）。また、この時にすでにロボスから目をかけられていた。
OVA版で声を担当した古谷は「今まで声を演じた中で一番嫌いなキャラクター」の質問にフォークを挙げ、「思い入れが全くない」と発言している。
マルコム・ワイドボーン
声 - 関智一(螺・千) / 高橋研二(D)
ヤンの士官学校での同期生で首席。ワーツの参謀長。大佐（死後二階級特進で少将）。故人。
士官学校時代から10年に1人の逸材と評された青年士官。ヤンの士官学校時代の回想上の登場人物。当時、平凡な成績のヤンと戦略戦術シミュレーションで模擬戦闘を行うが、相手の補給線を断ち防戦に徹したヤンを前に退却を余儀なくされ、敗北判定を受ける。これに学年首席としてのプライドを傷つけられ、まともに正面から戦っていれば俺が勝っていたと激昂する。首席で士官学校卒業後は、周囲からの評価通りに順調に栄達し27歳で大佐となっていたが、正攻法に拘って敵の奇襲を受け、戦死したという。
外伝『千億の星、千億の光』にて登場し、戦死時の状況がもう少し詳しく明かされる。当時はワーツ分艦隊の参謀長を務めていたが、第6次イゼルローン攻防戦の前哨戦において同数でラインハルト艦隊と戦った際、常識外の中央突破戦術で艦隊中核を直撃され戦死する。その死は上官のワーツの死よりも総司令部に衝撃を与える。
OVA版ではワーツ分艦隊の実質的な指揮官として登場し、ワーツを通して自分の考えた作戦を実行させる。しかし、原作に描写される通り、ラインハルトの常識外れの艦隊中央突破という奇策の前に指揮下の兵力のほぼ全てを殲滅されるという完敗を喫して戦死する。
藤崎版では原作やOVA版で見られたような人格の欠点は見られず、ヤンとの模擬戦闘の敗北も素直に認める（むしろ、自分の取り巻きが騒いだため、これを諌めている）。第6次イゼルローン攻防戦のエピソードも掘り下げられており、ロボスら司令部が軽視する中、ラインハルト艦隊にかつてのヤンとの模擬戦で感じた得体の知れなさを見出し警戒する。その上で提出した作戦案は巧妙なものであったがラインハルトの方が上手であり、すぐに自分達が危機に陥ったと気がつく。このため、上官のワーツに撤退を進言するも無能な彼に時間を取られてしまい旗艦が被弾、致命傷を負う。ワーツは即死したことを確認すると、軍規違反は承知の上でワーツの名で艦隊の後退を命じ、全滅必至の中、300隻の生還には成功させるが、自身は死亡する。
ファイフェル (Pfeifer)
声 - 梅津秀行(旧) / 岩崎諒太(D)
少佐。ビュコックの高級副官。
長くビュコックの副官を務める軍人（少なくとも第3次ティアマト会戦の時点で現職にあるが、帝国領侵攻時には登場しない（副官はクレメンテ大尉とされている））。目立った登場は少なく、ビュコックとの些細な会話シーンが多い。外伝ではホーランド、本伝ではアイランズなど、上官のビュコックに代わって不満の態度を表すことが多い。一方で軍を批判するジェシカに対する不満や、後の同盟の危機にはいっそ救国軍事会議が成功していればという内心の吐露にはビュコックから窘められている。
ランテマリオ星域会戦の直前に心臓発作で意識不明の重症に陥り、物語から退場する。彼の代役をスールが務めることとなる。
ベイ (Bay)
声 - 池田勝(旧)  / 阪口周平(D)
大佐（のち少将）。救国軍事会議のメンバー（実は内通者）で後にトリューニヒトの警護室長。
壮年の士官。救国軍事会議のクーデターに加担していたが、実はトリューニヒトのスパイで、トリューニヒトがクーデター時に脱出できたのも彼の情報によるものだという。この功績によってクーデター後にトリューニヒトの警護室長に出世する（同時に少将）。ヤン査問会において名目上はヤンの身辺警護の責任者として再登場するも、実態としては彼の軟禁と監視を担う。フレデリカの抗議などにも担当者として対応し、要領を得ない反応で、実質的にこれを拒絶する。トリューニヒトの腰巾着として、ビュコックからは「いたち」と呼ばれ（OVAでは「ゴキブリ」）嫌われる。原作ではこれ以降登場しないが、OVA版では後にマスカーニ少将に対する査問会でオリベイラと共に姿を見せている。
ガティ
中尉。ビュコックの副官。救国軍事会議のメンバー。ノイエ版のオリジナルキャラクター。
→#救国軍事会議
グレドウィン・スコット
声 - 永野善一(D)
帝国領侵攻時の後方輸送艦隊の司令官。階級は不明。第1巻8章の登場人物。
帝国領侵攻作戦において、イゼルローンから帝国側の焦土作戦で物資が欠乏した前線への物資輸送の任務を担当する。帝国が補給艦隊を狙ってくると予期していたキャゼルヌから敵に注意するよう注意を受けるものの、多くの後方勤務の軍人と同じく、これを軽視する。そして趣味の三次元チェスに興じて油断していたところを、キルヒアイス艦隊の奇襲を受け、艦隊は壊滅し、戦死する。
エドモンド・メッサースミス (Edmond Messersmith)
少佐。第3巻6章の登場人物。
ドワイト・グリーンヒルが士官学校副総長だった時の当時の教え子で若い士官。グリーンヒルが娘フレデリカの結婚相手に考えていた節があるとされ、有能な好青年と見える描写がある。ヤン査問会において、ヤンの行方を追うフレデリカがビュコックに会うため宇宙艦隊司令部を訪れた際に偶然に再会し、面談の便宜を図る。その際に「相変わらずきれいだね」と彼女に気があるような素振りを見せるものの、別れた後にフレデリカの脳裏からはすぐに消えたとある。
OVA版では登場しないが、彼とは別に、宇宙艦隊司令部を訪れたフレデリカらをビュコックがいると地下駐車場に誘導し憂国騎士団に襲撃させた若手士官が登場している。
サンドル・アラルコン
声 - 大友龍三郎(旧)  / 丹沢晃之(D)
独立部隊の艦隊指令。少将。第3巻の登場人物。
第8次イゼルローン攻防戦においてハイネセンからイゼルローンに戻るヤンの下に配属された小艦隊の司令官の一人。指揮能力に問題はないが、病的な軍隊至上主義という性格上の難を抱えており、幾度も民間人や捕虜殺害の嫌疑で軍法会議に掛けられたという来歴を持つ（いずれも証拠不十分で無罪となったが、単なる身内贔屓で無罪になったのではないかとヤンに疑われている）。思想信条的には一致するはずの救国軍事会議のクーデターに参加しなかったのは幹部のエベンスと個人的な確執があったためで、思想的にはさらに過激だという。
第8次イゼルローン攻防戦においてヤンの指揮下でモートンと共にケンプ艦隊を敗走させる活躍を見せる。しかし、その後、ヤンの命令を無視して、ミュラー率いる残存部隊を同じく性格に難のある猛将であるグエンと共に追撃する。ミッターマイヤーとロイエンタールが救援に来ていることに気づかず、そのまま罠に掛かる形となり、グエンと共に戦死する。
マリネッティ
声 - 岡和男(旧)
独立部隊の艦隊指令。准将。第3巻8章の登場人物。
第8次イゼルローン攻防戦においてハイネセンからイゼルローンに戻るヤンの下に配属された小艦隊の司令官の一人。原作での登場は名前の言及があるのみで、同じく配属されたモートンやアラルコンと違い、ヤンも能力はわからないと触れられるだけである。
OVA版では登場が増えている。第1次ランテマリオ星域会戦でも登場しており、ミッターマイヤー艦隊を相手に、その勇名を恐れたあまりに我武者羅な攻撃を行って不意打ちを食らわすが、結果的には帝国軍に付け入られる隙を作ってしまう。その後、マル・アデッタ星域会戦にも少将として参戦している。マル・アデッタ以降の所在についての描写は無く不明。座乗艦はロスタム。
ザーニアル
声 - 菅原正志(旧)
独立部隊の艦隊指令。准将。第3巻8章の登場人物。
第8次イゼルローン攻防戦においてハイネセンからイゼルローンに戻るヤンの下に配属された小艦隊の司令官の一人。原作での登場は名前の言及があるのみで、同じく配属されたモートンやアラルコンと違い、ヤンも能力はわからないと触れられるだけである。
OVA版ではマリネッティほどではないが登場が増えており、第1次ランテマリオ星域会戦に参加している。
ヴィオラ
声 - 西尾徳(旧) / 富士渕将行(D)
自由惑星同盟フェザーン駐在弁務官事務所の首席駐在武官。大佐。
比較的長身で肥満というより風船のように膨らんでいるような印象の人物。トリューニヒト派の軍人であることが示唆されており、駐在武官としてフェザーンに着任したユリアンの上司として、史上最年少で駐在武官となったことに対する嫉妬心や、派閥の敵意から、彼に高圧的に接する。間もなく起こった帝国軍のフェザーン占領では、無能な上司ヘンスローを見限ってフェザーン脱出を図るが、帝国に寝返ったボルテックによる臨検で発見され帝国に拘束される。
ブレツェリ
シュパーラ星系の通信基地JL77基地司令官代行。大佐。第5巻4章の登場人物。
戦闘要員2000名に、戦闘用艦艇は無しという情報収集・通信に特化した基地の司令官。帝国によるラグナロク作戦においてフェザーン経由で同盟領内に侵攻してきた帝国の大軍に対し、前線基地として有用な情報を発信し続け、結果として敵地に取り残される形となる。見捨てることは出来ず、功績に報いるため、統合作戦本部から5万の戦闘要員と300隻の戦闘用艦艇で支援する旨の連絡を受けるが、むしろ増援を受けた方が敵の標的になりやすいとこれを固辞する。結果としてブレツェリの狙い通り、ミッターマイヤーは戦闘行動の障害にはなりえないとしてあえて攻撃せず素通りし、生還に成功する。
オーブリー・コクラン (Aubley Cochrane)
声 - 麦人(旧)
リューカス星域物流基地司令官。大佐。第5巻8章の登場人物。
バーミリオン会戦において、同基地占領のためやってきたミュラー艦隊に対し、物資の破棄もせず無条件降伏を選んだ指揮官。当初は武人であるミュラーから嫌悪されるも、降伏の理由が保有物資が民需品であり、破棄は民間人の生活に支障をきたすこと、売国奴と謗られようとも軍人の都合でそのような選択できないと説明し、一転して彼から好感を抱かれる。このためミュラーから部下に誘われるも、地位欲しさに物資を売り渡したと見られたくないと固辞し、自分と部下達の身柄の安全と、民間人の生活を保障させ、ハイネセンへ戻る。その行動は軍人として高潔であったものの、皮肉なことにミュラーがバーミリオン会戦に間に合ってラインハルトの窮地を救うことに繋がり、結果として同盟滅亡の遠因となる。
ハイネセンに戻るが部下から利敵行為を告発され、極地に近い未決犯収容所に収容される。その後の政治状況の混乱によって存在を忘れられ、半死半生の状態となっていたが、収監から2年後にミュラーに助け出され、彼の主計監として第2の道を歩む（後に第10巻においても軽く言及され、このエピソードがラグプール刑務所の暴動直後の話と明かされる）。
マスカーニ (Mascagni)
声 - 立木文彦(旧)
バーラトの和約体制下における艦船破棄計画の責任者。少将。第6巻5章の登場人物。
バーラトの和約に基づき、同盟が保有する1,820隻の戦艦及び宇宙母艦の爆破処分作業を行っていた指揮官。レサヴィク星域での作業中にメルカッツ率いる「動くシャーウッドの森」艦隊の騙し討ちに遭い、自らが人質になった挙げ句に、破棄予定の艦船1000隻以上を強奪され、さらに4000人もの離反者を発生させてしまう（OVA版ではここにアシュールが含まれる）。のち査問会に掛けられ、実際は60隻程度であったにもかかわらず、500隻の集団に襲撃されたと報告する（明らかに誇大な数字だったが5000隻だったと報告する者もいたため、相対的にマスカーニの証言が正しいと認められる）。
ジャワフ (Jawaf)
声 - 仲野裕(旧)
バーラトの和約体制下でヤン一派の拘束を命令された特命隊の指揮官。大佐。第6巻5章の登場人物。
レベロ政権においてヤン拘束に伴い、元幕僚で危険因子のシェーンコップ及びアッテンボローの身柄拘束をロックウェルから命令された指揮官。2個中隊の武装陸戦隊を率いるも、前もって予期していたシェーンコップらによって、ブルームハルト率いるローゼンリッター連隊の奇襲を受け、大損害を受けて任務に失敗する。ロックウェルに失敗報告する中で、彼の無計画ぶりに警告を発するものの、彼の無責任な返答に呆れる。

## 政治家・官僚・政界関係者

### 最高評議会
ヨブ・トリューニヒト
最高評議会の国防委員長。後に最高評議会議長（サンフォードの後任）。

ジョアン・レベロ
声 - 家弓家正(旧) / 江川大輔(D)
最高評議会の財務委員長。後に最高評議会議長（バーラトの和約体制下）。50歳（バーラトの和約体制下）。
作中に登場する善良な政治家の一人。政治家として能力的にも道徳的にも水準以上と評され、財務委員長として軍事費の増大に頭を悩まし、不要な軍事活動を戒める。一方では、その真摯さゆえに、たとえ政治家としては悪辣でもトリューニヒトのような民心を魅了する技術やカリスマ性には欠けるとも評され、さらには軍事能力に優れ、同盟市民の人気も高いヤンが独裁を志向して第2のルドルフとなることを、途中ルイに窘められても、終始危惧し続ける。物語中盤において事実上の帝国支配下に入ったバーラトの和約体制下で最高評議会議長となるものの、その責任感から同盟の命脈を保とうとして、帝国の理不尽な要求も受け入れようとし、結果としてヤンと反目する結末となる。
帝国領侵攻作戦を実行に移すかを決める政府閣議において物語に初登場し、ヤンと同様に、イゼルローン要塞の占領を以て帝国に対する優勢を維持して防衛に力を入れる民力休養を訴え、ルイと共に出兵に反対する。特に反対派の急先鋒として論陣を張るも押し切られ、公然と政治家が支持率のために戦争を起こすという姿に絶句する。敗戦後は反対派として識見をたたえられるも、サンフォード以下の全評議会メンバーと共に辞表を提出、在野の政治家となる。ヤン査問会では、ビュコックと友人関係ということもあり、参加者のルイと連携し、フレデリカに情報提供を行う。その後、「神々の黄昏」作戦を経て同盟敗北によるバーラトの和約が結ばれると、その時点の最高評議会の議員たちから要請され、新たな同盟元首として最高評議会議長となる。
バーラトの和約体制下では帝国（正確にはレンネンカンプ）の掣肘を受け、少しでも民主共和制の命脈を保つべく責任感で、本来の持ち前であった理念に殉じる心を押し殺すようになる。レンネンカンプからヤンの身柄を要求され、それが不当なものであると理解しつつも悩んだ末に、オリベイラの入れ知恵もあってヤンの謀殺を図る。これは結果としてシェーンコップらヤンの元部下たちの叛乱を招くこととなり、ヤンがレンネンカンプを誘拐してハイネセンを脱出するという、レベロにとって最悪なシナリオに至る。その後は、その善良さと責任感の強さによって、レンネンカンプ誘拐の不祥事をヤンに責任転嫁することもせず、再度の帝国の軍事行動を招く。なおヤンを討伐する目的でビュコックを再任用しようとするなどしたことは、当時の軍部のトップであるチュン・ウー・チェンからも鋭く皮肉られるが、それが皮肉だと理解することもできないほどに精神が擦り切れた状態となっていた。最期は、帝国軍がハイネセンに迫る中で身の安全を図ったロックウェルに射殺される（その際には自分の自業自得であることを認めつつ、ロックウェルの思い違いを鋭く指摘する）。結果として同盟元首としてのヤンに対する仕打ちは悪役そのものであったが、後世にはあくまで平時の人材であり、トリューニヒトの不名誉な逃亡によって、不適切な時期にその座についた不幸な結末に過ぎない、と一定の猶予がなされたことが記される。
ホワン・ルイ
声 - 肝付兼太(旧) / 宇垣秀成(D)
最高評議会の人的資源委員長。
レベロの友人で作中に登場する善良な政治家の一人。どちらかといえば堅物であるレベロに対して、飄々として皮肉家めいたところがある。教育や雇用、労働問題、社会保障を担う人的資源委員長として、現状の同盟が軍事に偏重して人材を軍に取られ、社会問題が多発していることを懸念している。実務的な政治家だが見識にも優れており、レベロですらヤンが独裁者になるのではないかと懸念していたことを、冷静に的確に反論して一笑に付す。
帝国領侵攻作戦を実行に移すかを決める政府閣議において物語に初登場し、上記の人的資源懸念の観点からレベロと共に出兵に反対する。敗戦後は出兵に反対した経歴からトリューニヒト、レベロと共にその識見を讃えられるが、最高評議会メンバーとともに辞表を提出する。その後、ヤン査問会において非トリューニヒト派の政治家として呼ばれ参加するなど、レベロと共に在野の政治家となっている。バーラトの和約後にレベロ政権が誕生した後も政権には加わっておらず友人としてレベロの相談（レンネンカンプの要求であるヤンを逮捕するかについて）を受け、冷静に否定的な見解を示す。しかし、レベロは策を捨てずにオリベイラと相談して結局、ヤン逮捕に動くなど、レベロと距離を置かれることとなり、最終的には多忙を理由に面会も拒絶されてしまう。物語終盤でオーベルシュタインの草刈りによってラグプール刑務所に収監されるが、その後、起こった同刑務所の暴動には名前がなく、最終的な去就は不明。
道原版では、ルビンスキー（ルビンスカヤ）と共に女性に変更されている。
ロイヤル・サンフォード
声 - 阪脩(旧) / 柴田秀勝(D)
最高評議会議長で同盟の国家元首（本編開始時）。第1巻の登場人物。
物語開始時点の同盟の国家元首である老政客。同盟の最高権力者ではあるが、政争の渦中から浮上した調整役タイプで万事に先例尊重主義という凡庸な人物。「誰からも選ばれなかった（国家元首）」と嘲弄され、式典でも官僚が用意した原稿を棒読みするなど、とかく精彩を欠き、トリューニヒトが次期指導者として声望を得る一因となっている。
同盟による帝国領侵攻作戦を決定した元凶の一人であり、そもそもフォークが立案したこの計画自体が、サンフォードの秘書を通して評議会に持ち込まれた経緯がある。その審議の際も、当初は沈黙をしており、佳境に入ったところで侵攻作戦の成功が低迷していた政権の支持率回復になると資料を提示して議案が賛成される決定打を作る。その後、戦役の失敗を受けて退陣する。
コーネリア・ウィンザー
声 - 松島みのり(旧) / 滝沢久美子(D)
最高評議会の情報交通委員長。第1巻の登場人物。
40代前半で優雅で知的な美しさを持つ魅力的な女性議員。最高評議会の紅一点だが、やがて議長の座に着こうとする野心家であり、性格は苛烈。帝国領侵攻作戦の可否を決める議案に対し、その一週間前に汚職で辞任した前任者から代わった新参だったが、積極的な賛成派として、反対派のレベロやルイを激しく論駁する。特に圧政から帝国臣民を解放することが同盟の大義とし、犠牲の多寡も問題ではなく、反対する市民は利己主義であって迎合する必要はないとまで言い切る。最終的にサンフォードが支持率回復の資料を出したところで、議論を強制的に打ち切って投票に移すことを提案し、侵攻作戦の実施に導かせた元凶の一人。
帝国の焦土作戦及び反転攻勢が始まると、破滅的な敗北を理解しつつも、なお現状の政治的立場や後世の評価を恐れる保身で、他の主戦派議員と共に撤兵に反対し、せめて一矢報いるよう軍に要求する。結果として、前線はアムリッツァ星域会戦を行うざるを得なくなり、一矢報いることに成功するものの、更に被害を拡大させることとなる。また、自ら積極的な賛成派であったにもかかわらず、内心ではサンフォードに乗せられた、軍は何をしているか、と責任転嫁を図っていた。最終的にサンフォードと共に退陣する。
道原版ではルイが女性となったため、評議会唯一の女性では無くなっている。
ネグロポンティ
声 - 穂積隆信(旧) / 武虎(D)
トリューニヒト政権の国防委員長。ヤン査問委員会の主席。第3巻の登場人物。
ヤンと同じくらいの身長だが肉は厚いと描写される中年男性。トリューニヒト派の代表的な政治家で、ヤンが将来自分達の地位を脅かすことを危惧している。第8次イゼルローン攻防戦の前段において、トリューニヒトやフェザーンの思惑に乗せられる形でヤンに対する査問会を主催し、彼の社会的謀殺を図り、長期間拘束する。ところが、帝国によるイゼルローンへの侵攻によってヤンの拘禁を解かざるを得なくなると共に、敵の大規模侵攻の直前に最高指揮官を戦線から遠ざけた政治的責任を問われる。戦役後は表面上は「潔く」辞表を提出し、国営水素エネルギー公社の総裁に天下る。その後は不明。
OVA版では辞任の経緯が掘り下げられており、ネグロポンティ自身は、査問会の開催はトリューニヒトの意を汲んだ行動だったとして留任を願ったが、トリューニヒトより辞任の見返りとして天下りポストを用意され、従ったということになっている。また保身からヤンに土下座し、謝罪するシーンもある。
藤崎版では「マルコ・ネグロポンティ」とフルネームが設定されている。また、フェザーンの設定変更に伴い、ネグロポンティ自身がケッセルリンクから償還期限を過ぎている多額の国債を元に脅しを受け、ヤン査問会を開いたことになっている。
ウォルター・アイランズ
声 - 田中康郎(旧) / 志村知幸(D)
トリューニヒト政権の国防委員長（ネグロポンティの後任）。
50代半ばの禿頭の政治家。国防委員長の就任直後にフェザーンからリベートを受け取るという汚職に精を出す人物であり、トリューニヒトの子分というだけで取り立てて政治能力もない小物。権力の集中を防ぐためにある議長と委員長の兼任禁止の規定によって、ネグロポンティの後任としてトリューニヒトから国防委員長に任命されたに過ぎず、軍政の実権は相変わらずトリューニヒトが握り、アイランズ自身はトリューニヒトと事務部局および軍部との連絡役に過ぎなかった。
「神々の黄昏」作戦でトリューニヒトが雲隠れすると、危機感から民主主義政治家として覚醒し、狼狽する同僚を叱咤して評議会をリードする。軍部の方針にも積極的に協力してビュコックやヤンが、政治的掣肘を受けずに帝国を迎撃する下地を作る。戦役終盤、帝国軍がハイネセンに迫る中でも、自らの犠牲を厭わず、ヤンの作戦成功を祈っていたが、突如現れたトリューニヒトに、今までの汚職をネタに全面降伏するよう要求される。自らの過去の悪行を認めた上でこれを拒絶し、逆にトリューニヒトを説得しようとしたが、彼が連れてきた武装した地球教徒に拘束され、結局、バーラトの和約によって同盟は事実上帝国に征服されることとなる。トリューニヒトが和約に署名して議長を辞任した時には半ば廃人となって病床についたとあり、その後は不明。後世には「半世紀の惰眠」より「半年間の覚醒」が記憶されたという。

### 官僚・行政官
ヘンスロー
声 - 増岡弘(旧) / 朝倉栄介(D)
フェザーン駐在高等弁務官。
頬肉のたるんだ、太くて短い眉の中年の男。対フェザーン外交の責任者という重職ながら、近年の弁務官職の慣例通り論功行賞人事で同職に就いた程度の能力しかない。名門企業の創業者の息子という出自だが、むしろ、あまりにも能力と人望がなく、経営陣に体よく追い出されたとすら噂される。初登場時は年若いケッセルリンクにいいように振り回され、そもそも既に金銭と美女で飼い慣らされていた。帝国によるフェザーン占領の混乱時にも30歳年下でまだ未成年のユリアンの指示を受ける始末であり、むしろ足手まといとすら思われた。
ヤン査問会の前段におけるフェザーンとの交渉の場で初登場し、上記の通り相手方のケッセルリンクの言葉に右往左往し、フェザーンの思惑通りに容易くヤンの査問会を開かせることとなる。結局、第8次イゼルローン攻防戦後にその政治的責任が問われると、ケッセルリンクに猛抗議するが軽くあしらわれる。その後、第4巻で「神々の黄昏」作戦の序盤となる帝国によるフェザーン占領が起こると何もできずに狼狽し、結局、駐在武官として赴任していたとはいえ、まだ未成年であるユリアンの指示で機密情報の破棄など、弁務官職としてやるべき仕事をすることとなる。その後も万事がユリアンの指示で動く形となり、最終的にはマリネスクの輸送船でフェザーン脱出に成功する。その後は不明。
藤崎版ではフェザーン本星が知られていないため登場しない。第8次イゼルローン攻防戦に絡むケッセルリンクとのやり取りは、彼とネグロポンティに変更されている。
ウィリアム・オーデッツ
声 - 谷口節(旧)
国防委員会委員。元TVキャスター。第7巻の登場人物。
能弁を持って後世に名を残す野心を抱く少壮の男。立体TVの解説者から政治家に転じたという経歴を持つ。大親征を受け、レベロによって同盟政府特使として帝国軍の下へ派遣される。とはいえ、本人の自信のほどに対して、レベロからは大した期待は抱かれておらず、実際にミッターマイヤーを相手に完全に論駁され、後に彼から「竜頭蛇尾の長舌族（おしゃべり）」と評される。その後、ラインハルトに直訴するため彼の下に向かうが、結局、面会することはできずフェザーンに滞在する羽目となり、そのまま同盟は滅亡する。しかし、そのフェザーン滞在中にロイエンタールに叛意があると噂をバラまいたことが後にラングに利用され、エルフリーデの一件が起こるきっかけとなる。
通常なら荒唐無稽なロイエンタールの叛意の噂を流した動機について、原作では推測という形で少しでも同盟の有利となるよう帝国を混乱させたかったのではないかとある。OVA版ではルビンスキーの「用済みのオーデッツは始末する」というセリフがあり、彼が裏で糸を引いていたことが示唆されている。また、OVA版では他にも帝国によるフェザーン占領を伝えるニュースにキャスターとして登場しており、トリューニヒトの責任を問う世論に対して、逆にそのような市民を非難するような発言をしている。

### その他の政治家・政府要人
ジェシカ・エドワーズ
声 - 小山茉美(旧) / 木下紗華(D)
ヤンの旧友でラップの婚約者。初等学校音楽教師。のちに同盟議会の議員。
ライト・ブラウンの頭髪をした若い美人。士官学校の事務長の娘で、かつて士官学校時代のヤンとラップと出会って交友関係を持ち、後にラップと婚約する。当初は一般人であったが、アスターテ会戦でのラップの死を契機に政界転身し、またたく間に反戦平和派の急先鋒である若き女性議員として有名となる。ヤンも彼女に惚れていたことは度々作中に示唆され、外伝「ユリアンのイゼルローン日記」では救国軍事会議のクーデターの直前にヤンがハイネセンに滞在していた時に、ジェシカと「おとなどうし」の会話があったかもしれないとユリアンに推測されている。
本編にはアスターテ会戦の慰霊祭から登場する。戦意を煽るトリューニヒトに対し、婚約者を失った遺族として凛としてその演説を論駁する発言を行い、能弁を自任する彼を狼狽させる。その後、反戦運動に身を投じ、テルヌーゼン惑星区の補欠選挙で当選して同盟議会の代議士となり、反戦平和派の急先鋒として有名となる。救国軍事会議のクーデターが発生すると、市民を代表し、ハイネセン記念スタジアムにて大規模な抗議集会を実施する。そして、集会の解散を命じられたクリスチアンの暴力行為に対しても毅然として立ち向かい「ルドルフの不肖の弟子」と厳しく糾弾するが、激昂したクリスチアンにブラスターで乱打された上に踏みつけられ、この暴力が元で死亡する。彼女の死が引き金となって集会は暴動に発展し、市民2万余り、兵士も1500人の死者を出す大惨事（スタジアムの虐殺）となり、クーデター勢力の正当性に大きなダメージを与える。
外伝においてもしばしば名前が登場しており、ヤンがラップと共に行った戦史研究科廃止反対運動では部外者にもかかわらず精力的に動いて協力し、ヤンからは組織力と指導力と説得力において、自分より優秀な人材と評されている。
OVA版では政治家になった際のエピソードが掘り下げられており（第10話）、元は自分が立候補するつもりはなく、立候補予定者で反戦運動家であったソーンダイクの運動員だった。しかし、劇中の爆弾テロでソーンダイクが亡くなり、彼の意志を継ぐとして代わりに立候補し当選を果たした。
オリベイラ
声 - 山内雅人(旧) / 佐藤正治(D)
同盟自治大学学長。ヤン査問会の副長。歴代同盟政権のブレーン。
政治家ではないが、歴代同盟政権にブレーンとしてその政策に関わってきた学者。求められれば政治倫理的には問題が多くとも法の抜け道などを利用し、献策する（ただし、あくまで献策であって自らが実行者になることはなく失敗時には責任逃れする）。自治大学の目的が官僚育成ということもあって、その雰囲気は学者というより官僚とも評される。ヤン査問会のメンバーの一人として登場し、感情の制御ができないネグロポンティに代わって実質的に査問会の進行を主導する。終始冷静であったが、査問会の終盤で、調子に乗って戦争の意義を講義し始め、それをヤンに偽物の愛国心だと徹底的に否定され、初めて怒気を表す。その後も、レベロ政権ではヤンを始末する助言を与えたりしたが、最期はオーベルシュタインの草刈りで帝国に拘束され、ラグプール刑務所の暴動によって命を落とす。
本名は「エンリケ・マルチノ・ボルジェス・デ・アランテス・エ・オリベイラ」であり、ヤンからはその長い名前を正確に記憶しているだけで敬意に値すると皮肉られている。

## 救国軍事会議
ドワイト・グリーンヒル (Dwight Greenhill)
声 - 政宗一成(旧) / 星野充昭(D)
大将。統合作戦本部次長兼宇宙艦隊総参謀長（帝国領侵攻作戦後は国防委員会査閲部長）。救国軍事会議議長。フレデリカの父。
白髪まじりの褐色の頭髪に肉づきの薄い端整な顔立ちをしており、その要職に見合う落ち着いた理知的かつ紳士的な人物。軍内部の良識派として知られ、いずれは軍の首班（統合作戦本部長）になると目されていた。ヤンからもその人格・能力共に信頼され、シトレ、ビュコックと並んで数少ない信頼できる上官として名を挙げられていた。一方でグリーンヒルもヤンを高く評価し、愛娘のフレデリカが彼の副官であることを父として喜ぶ。宇宙艦隊総司令のロボスとは長い付き合いであり、有能な指揮官だが大雑把な面もある彼を、細部まで気配りできる性格によって的確に補佐し成果を挙げてきた。ところが物語序盤、現在の同盟政府の腐敗を憂いて救国軍事会議のクーデターを引き起こす。
帝国領侵攻作戦で物語に初登場し、参謀長として建前では計画立案のトップであった。しかし、最高司令のロボスが作戦参謀のフォークに目をかけていたことや、そもそも侵攻作戦自体が彼の立案だったこともあり、その専横を許す。戦役後はその失敗の責任を負わされ査閲部長に左遷される。その後、ラインハルトに策を授けられたリンチに唆される形で、腐敗した同盟政府を憂いる救国軍事会議を組織し、そのリーダーとしてクーデターを起こす（クーデター自体は予期していたヤンだったが、それを信頼するグリーンヒルが起こしたことに衝撃を受ける）。リンチの計画案に沿って手際よく進め、序盤は上手くいくものの、クリスチアンが「スタジアムの虐殺」を引き起こしたり、エベンスが経済統制に失敗するなど、綻びが見え始め、焦り始める。最終的にヤンの活躍によって追い詰められた上にクーデターは帝国の陰謀であると指摘され、さらにそれを計画立案者であるリンチが認めたために激しく動揺する。そしてクーデターの汚名は甘受しても、帝国に乗せられたという不名誉は避けたいとして口封じのためにリンチを射殺しようとするが、逆に射殺される。その後、その名誉を守るために他の同志より責任を取って自殺したと証言される。結果的に後の同盟滅亡の要因の1つとなった救国軍事会議のクーデターの首謀者であったが、ヤンにアルテミスの首飾りが破壊された後は、ハイネセン市民を人質にとって徹底抗戦すべきというエベンスの強行案をたしなめる良識派としての一面も残っていた。
本編開始以前を扱った外伝では、宇宙暦792年の第5次イゼルローン攻略戦を時系列上の初登場とする（外伝『黄金の翼』）。当時は第4艦隊司令官で中将。その翌年にロボスと共に功績を評価されて大将に昇格し、さらにその翌年の宇宙暦794年の第6次イゼルローン攻略戦においてはロボスの幕僚（参謀長）として参加する（外伝『千億の星、千億の光』）。ロボスを的確に補佐する上に、幕僚内にいたヤンを、エル・ファシルの英雄として妻子を助けてくれた経歴があるとして目を掛け、彼の計画を採用した上にブラッシュアップもしている。しかし、戦闘終盤のヤンの態度（まだ戦闘中なのに、もはや役目が終わったとばかりに居眠りしていた）を見て失望し、幕僚から外す。第4次ティアマト会戦にも登場しており、奇策を講じるが、ラインハルトに見破られて効果は限定的となる。
OVA版ではいくつか設定や心理描写が掘り下げられている。理知的な良識派にもかかわらず、クーデター軍の長となったのは、性急な若手メンバーに担がれたこと、そしてその彼らの暴走を抑えるために敢えてリーダーになったと妻の墓前に独白する。田中芳樹はOVA版のオリジナルシーンとして、クーデター前に亡き妻の墓に独白するシーンを気に入っていると述べており、また、知人から「世界一墓参りのシーンの多いアニメだ」と言われたとも述べている。
藤崎版ではクーデターにおけるヤン艦隊への対抗策として、第11艦隊をあえて分散させて各個撃破策を誘い、アルテミスの首飾りで撃滅するという作戦を立てる。これはヤンに見破られつつも良策と評される。また、リンチとの出会いや彼の計画に乗った経緯が詳しく描かれている。最期も自身だけが撃たれるのではなく、お互いに眉間を撃ち抜いて相討ちとなる。
ルグランジュ (Legrange)
声 - 嶋俊介(旧) / 間宮康弘(D)
第11艦隊司令官。中将。救国軍事会議のメンバー。座乗艦は原作ではレオニダス（石黒版とノイエ版ではレオニダスII）。第2巻の登場人物。
作中に登場する艦隊司令官としては唯一救国軍事会議に与した軍人。艦隊司令官としては有能で部下からの信頼も厚い。第1艦隊と共に例外的に帝国領侵攻作戦に参加せず、無傷の状態で艦隊を保っており、それゆえに救国軍事会議のクーデターにおける主要戦力となる。
クーデターにあたって、救国軍事会議に対する懸念材料となっていたヤン艦隊への対応者となる。元々艦隊司令官として有能であることに加え、バグダッシュを使った搦め手を使ってヤン艦隊を返り討ちにしようと画策する。ドーリア星域会戦ではヤン艦隊を挟撃するために第11艦隊をあえて二分させたが、計略を見破られたために無意味な兵力分散となり、さらにそれを戦術レベルで二分されたため、実質1/4でヤン艦隊と戦うこととなる。それでも8時間の激闘を続け、指揮下の艦隊を数隻まで減らされた後にヤンの健闘を称えて自殺する。残った別働隊も絶望的な戦況に拘わらず徹底抗戦して玉砕し、結果的に同盟軍に必要以上の損失をもたらすことになった。
第11艦隊の壊滅に伴い、救国軍事会議は唯一の機動戦力を失う形となったが、同時に帝国領侵攻作戦で大損害を被った同盟軍は貴重な艦隊戦力を喪失し、更なる戦力低下を招くこととなる。
アーサー・リンチ (Arthur Lynch)
声 - 広瀬正志(旧) / 二又一成(D)
元エル・ファシル警備艦隊司令官（少将）で当時のヤンの上官。帝国軍捕虜。救国軍事会議の黒幕かつラインハルトの工作員。エル・ファシル警備艦隊司令官在任時の座乗艦はグメイヤ（OVA版）。
かつてヤンが「エル・ファシルの英雄」と呼ばれるきっかけとなったエル・ファシル事件時の同星の警備艦隊司令官だった男。当時40代。ドワイト・グリーンヒルの士官学校時代の2年後輩であり、彼から目をかけられていた。ビュコックにもその顔を知られており、少なくない武勲を立てて人望もあったという。
本編開始の約9年前の宇宙暦788年、対帝国との最前線である惑星エル・ファシルが帝国軍に包囲された際、先の戦闘の敗北も手伝って恐慌状態となり、民間人を置いて自らと取り巻きだけで脱出しようとする。ところが、見捨てられた部下の一人で、当時士官学校を卒業したばかりだったヤン中尉が、これを逆用して脱出を図るリンチ艦隊を囮にし、300万の市民の脱出に成功させる（これによってヤンは「エル・ファシルの英雄」と呼ばれる）。逆にリンチは帝国軍に捕捉され、捕虜収容所に移送される。民間人を見捨てたこと、しかも自分はあっけなく捕まったという不名誉はすぐに他の同盟軍捕虜にも知られることとなり、侮蔑され、酒に逃避するようになり、さらには本国の妻にも離縁をされたと人づてに聞く。
宇宙暦797年（帝国暦488年）、門閥貴族との戦いを控え、同盟との二正面は避けたいラインハルトによって、同盟内部に混乱を起こす工作員として白羽の矢が立てられる。ラインハルトとの接見では、なおも生き汚い態度を見せるものの、彼から「そのときは死んでしまえ」と叱咤され、帝国軍少将の座を約束されて再起する。捕虜交換を利用して同盟に舞い戻った後は、ラインハルトの筋書き通りに軍内の不満分子を集め、古い仲であったグリーンヒル大将を騙すことで、救国軍事会議のクーデターを引き起こさせることに成功する。
クーデター終盤、ヤンによってクーデターが帝国の陰謀であると指摘された上に切り札であるアルテミスの首飾りが破壊されると、それに動揺する救国軍事会議の幹部たちを嘲笑い、ヤンの指摘は正しいと真相を打ち明ける。過去の汚名をすすぎたいのだと信じていたと激怒するグリーンヒルに悪びれず「見る目がなかった」と逆に嘲弄し、クーデターが帝国の思惑通りだったという不名誉を隠蔽するために彼に射殺されそうになったところを逆に撃ち殺す。直後に他のメンバーに射殺される。
当初は帝国軍少将の座というエサに釣られたものの、クーデター計画が進むうちに自分が何を欲しているかわからくなったと独白する。最終的には、自らこれがラインハルトの策謀であったことを暴露した上で、実はクーデターの成功や帝国軍少将の地位などどうでもよく、己の正しさを信じて疑わない者に弁明の余地を欠片すら残せない恥をかかせたかったと吐露する。
バグダッシュ
中佐。救国軍事会議メンバーで後にヤン艦隊に転向。諜報担当。
→#ヤン艦隊首脳部
ブロンズ (Bronze)
声 - 水鳥鉄夫(旧) / 高口公介(D)
中将。同盟軍情報部部長。救国軍事会議のメンバー。第2巻の登場人物。
救国軍事会議のクーデターにおいて査閲部長のグリーンヒルと並ぶ、軍政幹部の人物。このため、予めヤンからクーデターの動きがあること知らされていたビュコックも想像を絶すると非常に驚き、クーデターの初動の成功に貢献する。役職や階級上は首班のグリーンヒルに次ぐ地位にあるが、原作においてはビュコックを拘束するシーンに登場するのみである。
道原版ではアルテミスの首飾り破壊後に、クーデター幹部達が自殺を選ぶ中にあって裁判を受けて責任を取るために自殺を拒否する。
エベンス (Evans)
声 - 池水通洋(旧) / 石井康嗣(D)
大佐。救国軍事会議のメンバー。第2巻の登場人物。
救国軍事会議のクーデターにおいて経済問題を一任されていた人物。しかし、軍人であるがゆえに経済を理解しているとは言えず、クーデターによって生じた物価高騰などの諸問題について、やはり軍人らしい統制で経済問題を解決しようとしたため、フェザーン商人に皮肉られる（これを激昂するも殺さずに部屋からの追放に留める）。結局、幾人かの悪徳商人を逮捕して徴発した物資を市場に放出するという表面的な対応のみに終わる。アルテミスの首飾り破壊後、グリーンヒルがリンチに射殺された中で、救国軍事会議議長代行として実質的にリーダシップを取り、最後にヤンに対して通信を開く。無抵抗での降伏を宣言しつつも、なおも自分たちの意義の正当性を訴えるが、それをヤンから全否定され、結局、その反論を認めないままに自害する。
クリスチアン (Christian)
声 - 曽我部和恭(旧) / 遠藤大智(D)
大佐。救国軍事会議のメンバー。第2巻の登場人物。
クーデターに対しジェシカがハイネセン記念スタジアムで開いた抗議集会の鎮圧命令を受けた人物。初めから武力で威圧して解散させることしか能がなく、3000人の武装兵を率いて会場に突入した上に、首謀者達を見せしめに暴力を振るうという行動に出る。これをジェシカから「ルドルフの不肖の弟子」と激しく非難されて激昂して彼女を銃のグリップで乱打し（結果的にこれが元で彼女は死亡）、これを見て激怒した聴衆が暴動に至るという後に「スタジアムの虐殺」と呼ばれる事件を引き起こす（暴動時にクリスチアンは「大佐の姿は群衆の足下に消えた」とあるだけで生死は不明）。結果的に、救国軍事会議の正当性を貶め、後にリンチからは「クリスチアン大佐のような低能」と罵られる。
ノイエ版では憂国騎士団にも所属しているという設定になっている。アスターテ会戦の戦没者慰霊祭において起立しないヤンを叱咤した人物となっており、またその後に憂国騎士団のメンバーを率いてヤンの官舎を襲う（慰霊祭でヤンが愛国的な軍人から非難される、憂国騎士団がヤンの官舎を襲うはどちらも原作中のエピソードであるが、その実行者はどちらもモブキャラクターである）。
マロン (Maron)
大佐。救国軍事会議のメンバー。第2巻の登場人物。
惑星シャンプールでの蜂起を担当した指揮官。シャンプールがイゼルローンとハイネセンの航路上に位置するため、ヤン艦隊によるクーデター鎮圧の第一目標となる。戦いは地上での白兵戦となり、シェーンコップ指揮下の陸戦隊と戦闘に入るがわずか3日後には鎮圧され、最期はブラスターで延髄を撃ち抜き死亡する。
藤崎版ではシャンプールの戦闘が掘り下げられており、占拠した管区司令ビルでルグランジュの応援を待っていたが、3日後の夜半に直接乗り込んできたシェーンコップに急襲される。即座に脱出を図るも追い詰められ、最期は原作と同様に自決する。
ハーベイ
救国軍事会議のメンバー。第2巻の登場人物。
惑星ネプティスでの蜂起を担当した指揮官。ネプティスの蜂起の詳細は作中では特に明かされず、ヤン艦隊がハイネセン攻略後に鎮圧したとある。
ストークス (Stokes)
声 - 岸野幸正(旧)
少将。第11艦隊副司令官（ルグランジュの部下）。救国軍事会議のメンバー。OVA版オリジナルキャラクター。座乗艦はアバイ・ゲゼル。
ドーリア星域会戦において、ヤンの戦術でルグランジュの旗艦から分断された前衛部隊の指揮を担当する。ヤン艦隊の各個撃破策で猛攻撃を受ける本隊を援護しようとするもアッテンボローの遅滞戦術に翻弄され救援できず、その後は本隊を壊滅させたヤン艦隊の攻撃に遭い、玉砕する。
ヒルマ
少佐。ルグランジュの幕僚。救国軍事会議のメンバー。道原版のオリジナルキャラクター。
ドーリア星域会戦において原作通り敗北を認めて自決したルグランジュに代わってヤンの降伏勧告を受諾する。
ベイ
大佐（のち少将）。救国軍事会議のメンバー（実は内通者）で後にトリューニヒトの警護室長。
→#司令官（将官）・兵士
ガティ
声 - 下山吉光(D)
中尉。ビュコックの副官。救国軍事会議のメンバー。ノイエ版のオリジナルキャラクター。
ファイフェルと共にビュコックに仕える副官であったが、現政権に対する不満を抱き救国軍事会議に参加する。クーデター初期のビュコック拘束時に正体を表し、ビュコックの痛烈な批判に対して「吾々は腐敗などしません」に始まる抗弁を行う（この台詞は原作にもあるが発言者が明確にされていない）。また、原作におけるファイフェルがビュコックに吐露したジェシカに対する不満は、ガティの台詞に変更されている。

## エル・ファシル革命政府
フランチェスク・ロムスキー
声 - 仲村秀生(旧)
エル・ファシル独立政府（後に革命政府）の首班。医師。
バーラトの和約体制下で独立を宣言したエル・ファシルの代表。登場時40歳。自由主義や共和制の理念を守ろうとする善良な人物ではあるが、政治手腕に乏しく、合流したヤンの足を引っ張る。建前上はロムスキーら独立政府がヤン艦隊（革命軍）という軍事力を従えていることになっているが、実態はヤンが首脳と帝国からも内部からもみなされていることにも強い不満を抱えている。元はヤンのエル・ファシル脱出行にも加わっていた同星の医師であり、患者にはフレデリカの母もいた（そのためフレデリカとは古くから面識があった）。
第7巻より登場し、バーラトの和約によって帝国の隷属状態になった同盟を見限り、エル・ファシルの代表として独立を宣言する。本来は、これに続く他の星系が現れる目論見があったが具体的展望のない行動だったために、結局はエル・ファシル単独の独立となり窮地に立たされる。その後、行き場のないヤンを収容したことで、ヤンの知名度と軍事力で政府を確立しようとする。しかし、政治理念に拘る余りに帝国との彼我の差を考慮せず、現実案を提示するヤンに否定的な態度を見せるなど、ヤンを困らせる。
回廊の戦い後、ヤンとラインハルトの会見が決まると、あくまで革命政府の首班は自分たちであるとこれに同乗しようとする。そのため、ヤンを狙った地球教の暗殺計画に巻き込まれてしまい、死亡する。なお、後にユリアンらがヤンの遺体のみを持ち帰り、ロムスキーら政府幹部の遺体を放置して帰ってきたために、後々、ユリアンらが批判されたとある。
上記の通り、作中では一貫して政治手腕がないことを露呈させる人物であるが、ヤンを帝国に引き渡す保身案が提示された時にロックウェルの例を引き合いに出して一蹴するなど、あくまで個人としては善良と描写され、それゆえに現実処理の才能が必要な「政治家」であったレベロのような不本意な悪評を被ることもなかったとある。ヤンとロムスキーの死後、革命政府の解散時には、生き残った幹部たちが、ロムスキーが勝手に行ったことだと責任転嫁しようとしたため、ユリアンはロムスキーはあなた方に強制したのかと非難している。

## 外伝・オリジナルエピソードの登場人物
上記以外の外伝や、メディアミックス作品のオリジナルエピソードの登場人物。 

### 螺旋迷宮
クリストフ・フォン・ケーフェンヒラー (Christof von Köfenhiller)
声 - 矢島正明(螺)
帝国軍人でエコニア捕虜収容所の捕虜。捕虜たちの自治委員会の会長。同盟への投降時は大佐。男爵。71歳。外伝『螺旋迷宮』の主要人物。
28歳で捕虜となり、その後43年間に渡りエコニア捕虜収容所に収容されていた老人。施設の職員や他の捕虜からも一目置かれ、所長も頭が上がらず、収容所の主とまで称される。明敏な頭脳や老貴族らしい威厳を持つと同時に、柔軟さも合わせ持ち、初対面のヤンに興味を持って友好的に接する。第2次ティアマト会戦にも関わっており、同編で起こる事件解決のキーマンになると同時に、第2次ティアマト会戦を帝国軍人であった自分の目線でヤンに語り、同会戦の真相にヤンが辿り着く大きなきっかけとなる。
表向きの前歴は男爵家の若き当主かつ地方行政官として出世コースに乗り、辺境惑星を転々としていた。しかし、25歳の時に突如内務省を辞めて軍に入隊し、28歳で大佐、情報参謀となり、参加していた第2次ティアマト会戦の敗北で同盟の捕虜となる。帝国には残してきた妻もいるという。しかし、真相は結婚して間もない最愛の妻が伯爵家の次男と不倫し、真実の愛を見つけたと語って離婚しようとする妻や、手切れ金などで離婚を認めさせようとする伯爵家に反発して離婚を認めなかったことが原因であった。辺境惑星に回されたのも伯爵家の嫌がらせであったが、それは特に気にしていなかったところを、妻が間男の子供を産んだという知らせを聞いて絶望し、死ぬために軍に入隊する。3年後に上記の通り同盟の捕虜となるが、自分が死ねば妻と間男を喜ばせるだけだと気づき、以降、自分が生き続ける＝妻は間男と正式に再婚できない、という復讐心で生きながらえてきた。歴代所長の半数はケーフェンヒラーに好意的で、捕虜交換の名簿に彼の名を載せようとしたことも何度もあったが、その都度、それを拒絶していた。
第2次ティアマト会戦ではコーゼル大将の麾下にいたが、そのコーゼルから直々にミヒャールゼンについて諮問されたこと、後に捕虜生活の中でミヒャールゼンが暗殺されたことなどを聞き、同盟・帝国に跨る巨大な陰謀について密かに調査をしていた。自分の当時の記憶や、新たに得た情報などから、ミヒャールゼンの死の真相や、アッシュビーの不敗神話の正体などについてかなり確度の高い推測を持っていた。
物語には参事官として収容所にやってきたヤンを自治委員会の会長として迎えたところから登場する。ヤンがケーフェンヒラーの経歴を知って第2次ティアマト会戦やそれにまつわる人物たちに興味を持って尋ねてきたことから、逆にヤンに興味を持つ。その後、プレスブルクによる暴動が起こると、自ら人質となることを申し出て同じく人質となったヤンと様々な会話を交わす。暴動の黒幕が不正の発覚を恐れたコステアであることなどをヤンに明かし、同事件の解決に貢献する。その後、ムライの計らいによって同盟市民権と退役大佐の格の年金付きで釈放されるもハイネセンに向かう道中で心筋梗塞により眠るように死亡する。ケーフェンヒラーが残した書物や日記などの記録物はヤンが引き継いだ後に、B級重要事項に指定され、機密情報として25年間封印されることとなった。
バーナビー・コステア
声 - 坂下光一郎(螺)
惑星エコニアにある捕虜収容所所長。大佐。59歳。外伝『螺旋迷宮』の登場人物で作中事件の黒幕。
ヤンから見てやや堅苦しい印象の軍人。第2次ティアマト会戦の参加者（当時16歳）で、執務室にジャスパー提督の肖像画を飾るなど今も敬愛している。一兵卒からの叩き上げで極めて平凡に出世して現在の地位・階級におり、若くして少佐にまで出世していたヤンにも友好的に接する。ところが、実は長年に渡って収容所の予算を横領しており、事態を把握していたケーフェンヒラーによれば、その横領額は、佐官級のコステアが現状で受け取れる退職金の百倍余りの規模に達していたという。このため、既にエル・ファシルの英雄として名声を得ていたヤンがわざわざ派遣されてきたのは自分の汚職調査のためと勘違いし、プレスブルクら捕虜達を唆して暴動事件を引き起こし、ヤンや、予てより邪魔者とみなしていたケーフェンヒラーの謀殺を図る。しかし、ヤンやケーフェンヒラーに裏を掛かれ、計画は失敗の上、逆に拘束されてしまう。事件の調査官としてやってきたムライに、ヤンが捕虜暴動の首謀者などと虚偽の報告をして最後の悪あがきをするものの、エコニア到着前に既に不正の実態をムライに暴かれており、速やかに摘発される。
ジェニングス
惑星エコニアにある捕虜収容所副所長。中佐。36歳。外伝『螺旋迷宮』の登場人物。
1年4ヶ月程前に赴任してきた人物。極めて官僚的な人物で、必ず夜中の3時に所内を巡回するなど神経質な面がある。官僚的な能力でコステアを上回っており、その相反する経歴も含めてコステアと対立している。捕虜達の暴動において真っ先に人質となり、ヤンとパトリチェフが身代わりとなって解放される。ところが、その後の戦闘での砲撃の余波で全身打撲を負い入院加療となる。このため、事後処理をヤンがやることとなった。
プレスブルク (Pressburg)
声 - 鉄野正豊(螺)
帝国軍人でエコニア捕虜収容所の捕虜。同盟への投降時は中尉。外伝『螺旋迷宮』の登場人物。
貴族出身の青年軍人。貴族の子弟らしい上品げな容姿をしており、年齢は不明だが、士官学校を出たばかりでヤンとほぼ同輩だろうと推測されている。若者らしい短慮な面はあるものの、帝国軍人や帝国貴族としての矜持を持ち、暴動の主犯となってヤンを人質にとるも、彼から悪意や反感は抱かれなかった。
ケーフェンヒラーの不正を暴く（そして、その見返りとして恩赦を与える）とコステアに唆され、表向きは脱獄を目的とした暴動を引き起こす。ジェニングス、続いてヤンとパトリチェフ、さらにケーフェンヒラーを人質にとるが、邪魔者をまとめて消し去りたいコステアの裏切りで危機に瀕する。結果的にヤンとケーフェンヒラーに助けられる形となり、すべてを白状する。脱出後にはヤンらの黙認でコステアに報復を行い、彼の自白を引き出す。
事件後の身柄については、ケーフェンヒラーからムライに帝国への送還を希望されたものの、作中では別の収容所に移送されたとあるのみである。
チャン・タオ
声 - たてかべ和也(螺)
惑星エコニアにある捕虜収容所の職員。一等兵。外伝『螺旋迷宮』の登場人物。
参事官としてやってきたヤンの従卒に任命された初老の軍人。従卒ひとすじ35年を自称し、言動も兵士というより安宿の番頭のような人物。薄給の一兵卒ながら勤続30年の恩給もあって生活には困っていないという。730年マフィアであるウォリス・ウォーリックの従卒を務めた経験もあり、彼を崇拝している。そのため、ヤンから730年マフィアの面々について聞かれるも、「大変立派な方たちばかりでした」と漠然としたことを話すのみで、ヤンの考察には何ら寄与しなかった。
アルフレッド・ローザス
声 - 瑳川哲朗（螺）井上倫宏（螺・青年期）
同盟軍退役大将。元宇宙艦隊総参謀長。730年マフィアの一人。78歳。外伝『螺旋迷宮』の登場人物。
かつてアッシュビーの参謀長を務め、存命する730年マフィアの最後の一人である老提督。730年マフィアの中では目立つような偉才に恵まれていたわけではなく、指揮官としては「平凡よりややまし」という程度の能力であったが、幕僚としては非凡な才を持ち、個性的な730年マフィアの調整役・緩衝役として組織としての力を大幅に引き上げたと評される。過去の業績のみならず、その人格はヤンに好印象を与える。
アッシュビーは謀殺されたという投書の件でヤンの訪問を受け、彼を気に入り、謀殺疑惑は否定したものの、730年マフィアの面々についての昔話に花を咲かせる。しかし、それから数日後に、自殺とも事故死とも言い難い睡眠薬の大量服用によって死亡する（最終的にはミリアムに残した遺書によって自殺と判明する）。その後、生前の功績を讃えて元帥号が追贈される。
外伝『螺旋迷宮』の登場人物だが、本伝にも回顧録の執筆者としてわずかに名が登場している。
ミリアム・ローザス
声 - かかずゆみ(螺)
アルフレッド・ローザスの孫娘。外伝『螺旋迷宮』の登場人物。
ポニーテールで17、8歳の少女。利発で挑発的な言動もしばしばある。ローザス大将の唯一の肉親で、ローザスに会いに家にやってきたヤンを出迎える。その際に「アッシュビーは祖父の功績を偸んだ」とヤンに言い興味を惹かせる。その後の祖父の葬儀では喪主を務め、参列者のヤンに祖父がヤンを気に入っていたことなどを明かす。終盤ではさらに祖父の死が自殺であったことをヤンに伝える。
ミンツ
大尉。ファーストネームは不明。 外伝『螺旋迷宮』の登場人物。
キャゼルヌの部下。年齢は30半ば。エルファシル事件後にヤンがキャゼルヌの執務室に呼び出された際にわずかに登場する。髪の色は亜麻色であり、そのファミリーネームと共にユリアン・ミンツとの関係を示唆するが、文中においてはそれ以上の説明はなく、登場も1シーンだけである。また外伝3巻にはキャゼルヌがユリアンの亡父とわずかながら面識があったという記述もあるが、このミンツ大尉を指しているかは不明である。
道原版では、明確にユリアンの実父であると描写され、『銀河英雄伝説ハンドブック』でも父親と紹介されている。
ユリアンの実父としてのキャラクターは#主要人物の家族・縁者を参照。

### 千億の星、千億の光
シンクレア・セレブレッゼ
声 - 朝戸鉄也(千)
ヴァンフリート4=2の同盟軍後方基地の司令官。中将。外伝『千億の星、千億の光』の登場人物。
同盟軍の前線部隊における補給と事務処理の最高権威とも評される40代後半の軍人。後方勤務経験が長く、兵站任務などの事務能力に関しては非凡なものを持つが、実戦指揮の経験は少なく、戦術即応能力には自信がない。帝国の攻撃を受ける恐れのある基地の司令官には向かない人物であったが、前線から離れた辺地で兵站が主任務であったためにヴァンフリート4=2にある後方基地の司令官に任命される。ローゼンリッターに非好意的で、シェーンコップとも対立的であったが、そのシェーンコップからはあくまで後方任務の人材であって、その能力に適さない非常事態に巻き込まれたことを同情されていた。
帝国軍首脳部に邪魔者扱いされ、たまたまヴァンフリート4=2にやってきただけのグリンメルスハウゼン艦隊を、帝国の一大攻勢によって基地の破壊・占領が目的だと勘違いしてしまう。まだ自分たちの存在を察知されていないにもかかわらずヴァーンシャッフェに偵察任務を命じたことが結果的に存在を察知され彼らの攻撃を招くことに繋がる。戦闘中、狼狽するばかりで最高指揮官らしいことは何もできず（同盟側の弱点と評される）、最後は基地陥落のさなかに半ば偶然からラインハルトの捕虜となる。この功績でラインハルトは少将に昇進し、また同盟では彼の穴を埋めるべく、キャゼルヌが当時33歳で准将という後方参謀として異例の栄達を遂げることになった。
オットー・フランク・フォン・ヴァーンシャッフェ
声 - 仲野裕(千)
ローゼンリッター連隊第12代連隊長。大佐。外伝『千億の星、千億の光』第2章「三つの赤」の登場人物。
出自は帝国の代々の武門という将官級の風格を持つ筋骨たくましい男。歳は40代前半。前任者であるリューネブルクの帝国亡命に伴い、第12代連隊長となった経歴を持つ。連隊長になる前は戦闘経験豊かで部下にも気前が良く人望があったというが、連隊長になってからは将官位を目指しているためか態度が露骨に変わり、軍上層部には卑屈、部下には尊大、政治家や財界人と交際を深めるようになったという。このためシェーンコップからは「地位の向上と権限の拡大とに耐えるだけの、精神的な骨格を持ちあわせていなかった」「大隊長以下の地位であれば器に応じた有能さと人望とを維持しえた」などと内心で酷評されている。
ヴァンフリート4=2においてセレブレッゼの命令により偵察任務を行うも故障車が出て立ち往生していたところをリューネブルク率いる帝国兵の攻撃を受ける。その乱闘の際に重傷を負い、シェーンコップの救援でリューネブルクからトドメを刺されることは避けられたものの、治療の甲斐もなく、基地での手術中にそのまま死亡する。この死により副連隊長だったシェーンコップが昇格した（ただし、死亡直後は連隊長代理）。
カール・フォン・デア・デッケン
声 - 西凛太郎(千)
ローゼンリッター連隊の隊員。中尉。外伝『千億の星、千億の光』の登場人物。
シェーンコップと身長は同じだが、身体の幅と厚みはそれを凌駕すると描写される偉丈夫。シェーンコップ以下、リンツやブルームハルトの4人と合わせて「薔薇の騎士の最強カルテット」と評される戦闘能力を持ち、5年間に1年に1階級ずつ昇進し、23歳という若さで中尉という地位にいる。一方で平時は非常に温和な性格であり、リンツからデッサンモデルとして3時間、片ひざ立ちの姿勢を保ち、恐縮したリンツが酒を奢ると約束すると黒ビールを大ジョッキで1ダース飲み干すも、それすらも遠慮した様子を見せて離席したという。
シェーンコップの信頼する部下としてリンツやブルームハルトと共に登場し、行方不明となったヴァーンシャッフェの捜索に出る。帝国の襲撃にもこれをよく迎え撃ち、活躍する。その後のヴァンフリート4=2の地上戦においても、不利な状況の中でワイヤーをレーザービームで狙撃するなどの妙技を見せる。しかし、リューネブルクと1対1で対峙すると、シェーンコップからまだ3年早いと止められていたにもかかわらず彼に挑み、結果、相手に傷を負わせることもできずに返り討ちに遭い、ほぼ即死する。
ヴァレリー・リン・フィッツシモンズ
声 - 土井美加(千)
ヴァンフリート4=2基地の対空迎撃システムのオペレーター。中尉。27歳。外伝『千億の星、千億の光』の登場人物。
長身で赤褐色の髪と瞳にクールで端麗な顔だちの女性兵士。頭がよく自立心があり、また離婚歴がある。漁色家で1人の女性とは滅多に長続きしないシェーンコップと長く男女の関係にあり、彼からかなり気に入られていた。ヴァンフリート4=2の基地攻防戦において、内部に侵攻してきた帝国兵を迎え撃ち発砲するが相手を倒すことはできず、逆に射殺される。戦後、死体が移送される中で偶然シェーンコップと出くわし、彼の多くの女性遍歴の中の1人ではあったが彼に感傷を与える。
OVA版第4話「染血の四月」では、シェーンコップとの強烈なベッドシーンが描写され、シェーンコップ役の羽佐間は「凄いラブシーンだった」と語っている。
ラムゼイ・ワーツ
声 - 菅原淳一(千)
第6次イゼルローン攻防戦時の分艦隊司令。少将。ワイドボーンの上官。外伝『千億の星、千億の光』第7章「真実は時の娘」の登場人物。
第6次イゼルローン攻防戦の前哨戦においてラインハルトに撃破された分艦隊司令としてわずかに名が登場する人物。もっぱら、その死よりも、部下のワイドボーンの死の方が同盟司令部に衝撃を与えたという。
OVA版ではもう少し掘り下げられており、自身が部隊指揮官であるにもかかわらず、指示は参謀長であるワイドボーンの提案をそのまま繰り返すだけの主体性の無い人物として描かれている。藤崎版ではさらに無能な人物として描かれており、ワイドボーンの撤退の進言を無視して情報説明を優先し、しかも敵が目の前に迫っている段階になっても悠長に参謀を招集して作戦会議を開こうとする。最期は乗艦が被弾した際に、構造物の破片で頭部が潰される死を遂げる。

### 星を砕く者
フェーガン
巡航艦「グランド・カナル」艦長。少佐。故人。外伝『星を砕く者』第7章に言及される人物。
第3次ティアマト会戦後に起こったグランド・カナル事件の当事者（OVA版では会戦前）。物資輸送のために徴用された民間輸送船団の護衛任務を受けていたが、事前にホーランドの死によって動揺していたロボスが余計な訓令を発していたため他の護衛艦が危険宙域で次々と離脱する事態に見舞われる。この中で軍は民間人を守るものと律儀に任務を続けた結果、帝国巡航艦部隊と遭遇し、大多数の輸送船を逃すことに成功するも、自身は一方的な虐殺と形容される中で戦死する。死後に自由戦士勲章が授与される。なお、ヤンは100個の勲章よりも、1隻の味方が必要だったとロボスの動きを皮肉る。

### ユリアンのイゼルローン日記
サックス
声 - 三戸崇史(ユ)
捕虜交換に伴うハイネセン行きの輸送船団の指揮官。少将。外伝『ユリアンのイゼルローン日記』の登場人物。
輸送船団の指揮官としては長い経験を持つ人物。以前共に仕事をしたこともあるキャゼルヌからは無能ではないが、あまり他人の意見を聞かず、肩肘を貼りすぎていると評される堅物。イゼルローンでの捕虜交換式で、帝国より戻った帰還兵200万をハイネセンに送る任務受ける。ヤンより15歳年上で、彼との初対面の際は、階級は相手が上でも、あくまで船団輸送の責任者は自分であると言明する。部外者であるヤンやその一行に尊大な態度であたり、口やかましく、彼らを辟易させる。運行計画が予定より大幅に遅れるなどのアクシデントの中で焦る様子は見せるものの、運行情報などはヤンに特に明かそうとせず、ユリアンから不満をもたれる。ドールトン事件では半ば責任転嫁の目的で始めた犯人探しが結果的に犯人のドールトンを見つけ出すことにつながるも、部外者に介入されないよう内々で片付けようとしたことが結果的に、彼女が緊急管制室に立てこもる事態へと発展させてしまう。ここに至って自分の対処できる範囲を大きく超えたことを認めヤンを頼る。事件解決後はかなり遅れを取り戻してわずかに面目を施したものの、それでもなお予定より10日遅延となる。その人格は後に復路のラン・ホーとも比較される。
イヴリン・ドールトン
船団航法士。大尉。外伝『ユリアンのイゼルローン日記』の登場人物で、作中で起こるドールトン事件の首謀者。
背が高く褐色の肌の美人。宇宙暦797年の捕虜交換の際に帰還兵をハイネセンに送る輸送船の1つに、ヤンやフレデリカらと同船する（特にフレデリカとは同室となる）。帰還兵の中に、かつて妻帯者にもかかわらず結婚を餌に自分に近づき、さらに不正に加担させた恋人がいるのに気づき、その復讐心から船団航法士という立場を悪用し、船団をまるごと恒星マズダクに突入させようとする。偶然から事前に航路の変更が発覚したため、大事には至らなかったものの、その後の犯人探しの中で真相が発覚し、武器を持って緊急管制室に立てこもる。既に精神の均衡は失っており、標的の男が死ねば自殺するだろうというフレデリカの提案に乗ったヤンの策で、男が乗ったと聞かされた無人の脱出シャトルを撃墜した後、自殺して管制を明け渡す。事件解決直後、憲兵隊がその死体を手荒に扱おうとしたため、ポプランとコーネフに防止され、フレデリカに死化粧を施された上で宇宙葬にされる。
パーカスト
声 - 金光宣明(ユ)
帰還兵。大尉。元エル・ファシル警備艦隊所属でリンチの部下。外伝『ユリアンのイゼルローン日記』第6章の登場人物。
エル・ファシル事件時のヤンの先輩であり、当時の彼を知る人物。リンチと共に帝国の捕虜となり、矯正区で9年を過ごした後に宇宙暦797年の捕虜交換で同盟に帰還する。偶然、ヤンと同船して彼の姿を見かけ、彼が大将となっていることに驚く。ヤンの従卒であるユリアンに自嘲的な愚痴をこぼしたところ、これを悪意があると勘違いした彼から皮肉を言われる（ただし、そのときの態度で、これが自嘲と気づいたユリアンに態度を改められる）。その後、当時のヤンが「ごくつぶしのヤン」などと呼ばれていたことなどをユリアンに教えたという。元上官のリンチについては呼び捨てにするなど、現在はまったく敬意がない。
ラン・ホー
声 - 羽多野渉(ユ)
駆逐艦「カルデア66号」の艦長。少佐。外伝『ユリアンのイゼルローン日記』の登場人物。
帰還兵輸送を終えたヤンらがハイネセンからイゼルローンに向かう際に搭乗した新造駆逐艦の艦長。ヤンを尊敬しており、このため、ユリアンを含めたヤン一行に最大限の自由行動を許し、行きの艦長であるサックスよりも善良と評される。一方で胆力に欠けるところがあり、道中ではネプティスやカッファーなどの武力叛乱の情報を聞き狼狽する。最終的には予定通りにイゼルローンに到着し、往路の酷さもあって、ヤンから「名艦長」と賞賛される。その後、特に総司令部から命令がなかったこともあって、そのままイゼルローンに留まり、哨戒や巡視の任の命令をヤンより受ける。

### その他OVAのオリジナルエピソード
レイモンド・トリアチ
声 - 北村弘一(旧:第10話)
政治家。国民平和会議テルヌーゼン支部長。OVA版第10話「ジェシカの戦い」のオリジナルエピソードの人物。
有力政党の国民平和会議から選出されたテルヌーゼン選挙区補欠選挙の立候補者でソーンダイクの対立候補。政治に長けた人物で、イゼルローン要塞攻略を成し遂げ、今や英雄として同盟市民からの人気が高いヤンが、士官学校創立日記念式典に出席するため、たまたまテルヌーゼンにやって来たところを報道関係者を引き連れて盛大に空港で出迎える。あたかもヤンが自分を支持しているように見せかけて選挙を有利にしようとし、一方的に利用されたヤンを不機嫌にさせる。
同エピソードではソーンダイクの運動員が憂国騎士団に襲撃されたり、ソーンダイク本人が爆弾テロに襲われるなどするが、トリアチ本人が関わっていたかどうかは不明である。ソーンダイク死亡後、有力対立候補がいなくなったため、当選は確実と思われたが、後を継いだジェシカに敗れる。
ジェイムズ・ソーンダイク
声 - 丸山詠二(旧:第10話)
政治家。反戦運動家。OVA版第10話「ジェシカの戦い」のオリジナルエピソードの人物。
反戦市民連合に擁立されたテルヌーゼン選挙区補欠選挙の立候補者でトリアチの対立候補。原作におけるジェシカがテルヌーゼン選挙区から議員なったエピソードを掘り下げられ、登場した人物。運動員の中にジェシカがおり、それが縁でヤンとも面識を持つ。特に自分の支持者たちが、トリアチの策謀でヤンがトリアチを支持していると勘違いして押し寄せたことを謝罪し、ヤンから好印象を持たれる。しかし、その夜に選挙本部で発生した爆弾テロにより重傷を負い死亡する。これにより、ジェシカが代わりに立候補することになり、当選を果たす。
フランツ・ヴァーリモント
声 - 中原茂(旧:第14話)
第7艦隊所属の技術将校。少尉。OVA版第14話「辺境の解放」のオリジナルエピソードの人物。
同盟の大規模侵攻作戦において艦隊司令官のホーウッド中将より、進駐した惑星の農業の改善を直々に命じられる。その中で、有力住民のワグナーの思惑もあり、彼の娘テレーゼと出会うこととなる。その後、帝国の焦土作戦が効果を発揮し、同盟軍と帝国の民衆との間に不和が生じる混乱の中でテレーゼと共に現状に失望し、駆け落ち同然に軍から脱走する。その後の消息は不明だが、テレーゼとの会話で辺境惑星に身を隠すと発言している。

## 列伝の登場人物
複数の作家による公式トリビュート短編集『銀河英雄伝説列伝』の登場人物。

### 星たちの舞台
ヒュパティア・ミルズ
演劇科の学生。列伝登場の人物。
宇宙暦787年当時、ジェシカが通う音楽学校の演劇科3年生で、住んでいた寮の廃止を防ぐため、かつて戦史研究科廃止阻止運動を主導していた同盟軍士官学校卒業直前のヤンに接触する。
理事会に寮の存続についての議論を活発にさせるための作戦として、素粒子理論〈ヤン＝ミルズ理論〉を提唱した楊振寧（ヤン・チェンニン）とロバート・ミルズを主人公にした対話劇『素粒子たちの楽園』を執筆。ヤンに楊役で出演を依頼し、自身はミルズ役を演じて公演を成功させた。
卒業後は音楽教師となり、定年までヤンとの演劇の思い出を生徒たちに語り続けたという。